# EN IEC 81346
Die Norm EN IEC 81346 Industrielle Systeme, Anlagen und Ausrüstungen und Industrieprodukte – Strukturierungsprinzipien und Referenzkennzeichnung zeigt Wege zur Strukturierung von Informationen über Systeme und zur Bildung von Referenzkennzeichen (früher: Betriebsmittelkennzeichen) auf. Sie ist auch als DIN-Norm veröffentlicht. Früher wurde die Norm als EN 61346 bzw. IEC 61346 geführt, mit der Neuausgabe im Mai 2010 erfolgte eine Umnummerierung in EN 81346 bzw. IEC 81346; seit 2019 in EN IEC 81346.

## Gliederung
Die Norm besteht aus zwei Teilen und zwei Beiblättern:
- EN IEC 81346-1: Allgemeine Regeln (Entwurf 2019)
- EN IEC 81346-2: Klassifizierung von Objekten und Kodierung von Klassen (EN IEC 81346-2:2019)

Die Beiblätter  Anwendungsrichtlinien (IEC/TR 61346-3:2001) und Betrachtungen von Begriffen und deren Zusammenhänge (IEC 61346-4:1998) zu DIN EN 61346 wurden im Mai 2010 ersatzlos zurückgezogen.
Es sind Übersetzungen der Internationalen Norm IEC 81346, die vom IEC herausgegeben werden. Das IEC hat 1997 die Benummerung der IEC-Publikationen geändert und zu den bis 1997 verwendeten Normnummern jeweils 60000 addiert. So ist die IEC 61346 aus dem Jahr 1996 noch unter der Nummer IEC 1346 veröffentlicht worden, wurde aber unter IEC 61346 geführt.
Ab 2010 werden die Normen zur Referenzkennzeichnung als gemeinsame IEC/ISO-Norm im 80000-er Nummernband herausgegeben und dann unter der Nummer 81346 veröffentlicht.

## Anwendungsbereich
Innerhalb des Lebenslaufes industrieller Anlagen und Systeme wird für Planung, Entwurf, Realisation, Betrieb, Instandhaltung und Demontage ein einheitliches Referenzkennzeichensystem benötigt, um alle Objekte innerhalb des Systems jederzeit eindeutig identifizieren zu können.
Der Anwendungsbereich der Norm geht über den rein elektrotechnischen Bereich hinaus, mit dem Ziel, technische Systeme als Gesamtheit zu beschreiben. Objekte ohne elektrotechnische Relevanz (z. B. mechanische Elemente) werden somit genauso berücksichtigt, wie typische elektrotechnische Objekte (z. B. Sicherungen, Schalter).

## EN 81346-1
Der erste Teil zeigt auf, wie man bei der Strukturierung vorgehen kann. Es werden Beispiele für Strukturierungs-Kriterien, „Aspekt“ genannt, aufgezeigt. Es ist jedoch auch möglich, andere, nicht genannte Kriterien, zu verwenden.
Die gewonnene Struktur sollte eine einfache Einbettung in ein übergeordnetes System ermöglichen.
Eine Stärke des in der Norm definierten Konzepts der „Aspekt-Objekte“ besteht darin, dass Objekte gleichzeitig in verschiedenen Hierarchien angeordnet werden können und die Objektidentität dennoch gewährleistet wird. Typischerweise wird ein System sowohl unter dem funktionalen Aspekt, als auch unter dem Struktur- oder Produktkomponenten-Aspekt zerlegt. Ein weiterer sinnvoller Aspekt könnte die räumliche Position der Komponenten sein. Einer Komponente, die beispielsweise zwei verschiedene Funktionen f1 und f2 zu erfüllen hat, würden demnach vier Aspekte zugeordnet: Einer für die Position innerhalb der Produktkomponenten-Hierarchie, einer für die Einbauposition und je einer für die Funktionen f1 und f2. Computergestützte Modellierungswerkzeuge, die das Konzept der „Aspekt-Objekte“ implementieren, stellen sicher, dass Objektidentität gewahrt bleibt, egal aus welcher Hierarchie heraus auf das „Objektvorkommen“ zugegriffen wird.
Die Festlegungen der Norm sind sehr allgemein gehalten, um einen weiten Anwendungsbereich abzudecken. Die verwendeten Begriffe sind abstrakt und werden folgendermaßen definiert:
| Begriff             | Bedeutung |
| ------------------- | --- |
| Objekt              | Betrachtungseinheit, die in einem Konstruktions-, Planungs-, Realisierungs-, Betriebs-, Wartungs- und Demontageprozess behandelt wird                         |
| Aspekt              | Spezifische Betrachtungsweise, Informationen über ein System auszuwählen oder ein System oder ein Objekt eines Systems auszuwählen                            |
| Struktur            | Organisation von Beziehungen zwischen Objekten eines Systems, welche eine Bestandteil-von-Beziehung beschreibt (besteht aus / ist Bestandteil von)            |
| Referenzkennzeichen | Eindeutige Kennzeichnung eines spezifischen Objekts in Bezug auf das System, von welchem das Objekt Bestandteil ist. Es basiert auf den Aspekten des Systems. |

In der Norm werden drei unterschiedliche Aspekte (Betrachtungsweisen) von Objekten unterschieden.
- Was tut das System oder das Objekt? (Funktionsaspekt)
- Wie ist das System oder das Objekt zusammengesetzt? (Produktaspekt)
- Wo befindet sich das System oder das Objekt? (Ortsaspekt)

Im Hinblick auf diese drei Aspekte beschreibt die Norm die entsprechenden Strukturen:
- Funktionsbezogene Struktur
- Produktbezogene Struktur
- Ortsbezogene Struktur

Für die Identifikation der Aspekte, auf die sich ein Referenzkennzeichen bezieht, werden in der Norm die folgenden Vorzeichen festgelegt:
| Vorzeichen | Aspekttyp des Referenzkennzeichens                       |
| ---------- | -------------------------------------------------------- |
| =          | wenn es sich auf Funktionsaspekte eines Objektes bezieht |
| -          | wenn es sich auf Produktaspekte eines Objektes bezieht   |
| +          | wenn es sich auf Ortsaspekte eines Objektes bezieht      |

## EN IEC 81346-2
Der zweite Teil zeigt, wie Objekte klassifiziert werden und welche Kennbuchstaben anzuwenden sind. Die Fassungen EN IEC 81346-2:2009 und EN IEC 81346-2:2019 unterscheiden sich signifikant im Geltungsbereich und der Systematik, nach der die Kennbuchstaben vergeben werden.
In der EN IEC 81346-2:2009 werden zwei Ebenen von Kennbuchstaben festgelegt. Die Klassen gelten sowohl für mechanische, als auch für elektrische Objekte. Die Hauptklassen sind nach Zweck und Aufgabe von Objekten festgelegt. Die Kennbuchstaben für Unterklassen wurden aus der zurückgezogenen DIN 6779-2 übernommen. Im Gegensatz zur DIN 40719-2 von 1978 beschreiben die Kennbuchstaben die Funktion statt die Art der Bauteile.
Die überarbeitete Fassung EN IEC 81346-2:2019 hat das Ziel, allgemeingültig jegliche Arten von Objekten in technischen Systemen klassizifieren zu können. Die Kennbuchstaben sind nun nach der inhärenten Funktion eines Objekts festgelegt. Damit wird verhindert, dass das gleiche Objekt in unterschiedlichen Anwendungen (Aufgaben) unterschiedlich klassifiziert würde. Zusätzlich wurde eine dritte Ebene von Kennbuchstaben eingeführt um differenzierter klassifizieren zu können. Durch diese Änderungen sind die Kennbuchstaben der EN IEC 81346-2:2019 nicht vollständig zur alten Fassung kompatibel.

### Kennbuchstaben der EN IEC 81346-2:2009

#### Tabelle der Hauptklassen (A1)
| Kenn- buch- stabe | Zweck oder Aufgabe |
| ----------------- | --- |
| A                 | Zwei oder mehr Zwecke oder Aufgaben (Anmerkung: Diese Klasse ist nur für Objekte vorgesehen, für die kein Hauptzweck identifiziert werden kann) |
| B                 | Umwandeln einer Eingangsvariablen (physikalische Eigenschaft, Zustand oder Ereignis) in ein zur Weiterverarbeitung bestimmtes Signal |
| C                 | Speichern von Material, Energie oder Information, Kennzeichnung von SPS-Baugruppen |
| D                 | (Für spätere Normung reserviert) |
| E                 | Liefern von Strahlungsenergie oder Wärmeenergie |
| F                 | Direkt (selbsttätig) Schutz eines Energie- oder Signalflusses, von Personal oder Einrichtungen vor gefährlichen oder unerwünschten Zuständen schützen. Dies schließt ein: Systeme und Ausrüstungen für Schutzzwecke. Schutzgeräte siehe Kennbuchstabe B. |
| G                 | Initiieren eines Energie oder Materialflusses. Erzeugen von Signalen als Informationsträger oder Referenzquelle. |
| H                 | Produzieren einer neuen Materialart oder eines neuen Produktes |
| I                 | (Nicht anzuwenden) |
| J                 | (Für spätere Normung reserviert) |
| K                 | Verarbeiten (Empfang, Verarbeitung, Bereitstellung) von Signalen oder Informationen (ausgenommen Objekte für Schutzzwecke, siehe Kennbuchstabe B oder F)                                                                                                 |
| L                 | (Für spätere Normung reserviert) |
| M                 | Bereitstellung von mechanischer Energie (mechanische Dreh- oder Linearbewegung) zu Antriebszwecken |
| N                 | (Für spätere Normung reserviert) |
| O                 | (Nicht anzuwenden) |
| P                 | Darstellung von Information |
| Q                 | Kontrolliertes Schalten oder Variieren eines Energie-, Signal- oder Materialflusses (zu Signalen in Regel- oder Steuerkreisen siehe Kennbuchstaben K und S)                                                                                              |
| R                 | Begrenzung oder Stabilisierung von Bewegung oder Fluss von Energie, Information oder Material |
| S                 | Umwandeln einer manuellen Betätigung in ein zur Weiterverarbeitung bestimmtes Signal |
| T                 | Umwandeln von Energie unter Beibehaltung der Energieart; Umwandeln eines bestehenden Signals unter Beibehaltung des Informationsgehalts; Verändern der Form oder Gestalt eines Materials                                                                 |
| U                 | Halten von Objekten in einer definierten Lage |
| V                 | Verarbeitung (Behandlung) von Materialien oder Produkten (einschließlich Vor- und Nachbehandlung) |
| W                 | Leiten oder Führen von Energie, Signalen, Materialien oder Produkten von einem Ort zu einem anderen |
| X                 | Verbinden von Objekten |
| Y                 | (Für spätere Normung reserviert) |
| Z                 | (Für spätere Normung reserviert) |

#### Tabelle der Hauptklassen (A1) und Unterklassen (A2)
| A1 A2   | Zweck oder Aufgabe des Objektes | Beispiele für Produkte |
| ------- | --- | --- |
| A       | Zwei oder mehrere Zwecke oder Aufgaben | |
| AA … AE | Frei zur Unterteilung für Objekte, Aufgaben bezogen auf elektrische Energie | |
| AF … AK | Frei zur Unterteilung für Objekte, Aufgaben bezogen auf Informationen oder Signale | |
| AL … AY | Frei zur Unterteilung für Objekte, Aufgaben bezogen auf Prozesstechnik, Mechanik, Bautechnik, … | |
| AZ      | Kombinierte Aufgaben | |
| B       | Umwandlung einer Eingangsvariablen (physikalische Eigenschaft, Zustand oder Ereignis) in ein zur Weiterverarbeitung bestimmtes Signal                                                                   | |
| BA      | Elektrisches Potential | - Spannungswandler |
| BB      | (reserviert für spätere Normung) | |
| BC      | Elektrischer Strom | - Stromwandler - Überlastrelais (Strom) |
| BD      | Dichte | |
| BE      | Andere elektrische Größe | - Messwandler |
| BF      | Durchfluss, Durchsatz | - Durchflussmesser - Gaszähler - Wasserzähler |
| BG      | Abstand, Länge, Stellung | - Bewegungsmelder - Positionsschalter - Näherungsschalter - Näherungssensor                                                                            |
| BH      | (reserviert für spätere Normung) | |
| BJ      | Leistung | |
| BK      | Zeit | - Uhr - Zeitmesser |
| BL      | Höhenangabe, Stand | - Echolot |
| BM      | Feuchte | - Feuchtigkeitsmesser |
| BN      | nicht angewendet | |
| BP      | Druck, Vakuum | - Druckfühler - Drucksensor - Druckmesser |
| BQ      | Qualität, Zusammensetzung, Konzentration, Reinheit | - Leitfähigkeit (Wasser) - pH-Wertmessung (Wasser) |
| BR      | Strahlungsgrößen, | - Fotozelle - Brandwächter - Rauchfühler |
| BS      | Geschwindigkeit, Drehzahl, Frequenz, Vibration, Schwingung | - Schwingungsaufnehmer - Geschwindigkeitsmesser - Drehzahlmesser - Tachogenerator                                                                      |
| BT      | Temperatur | - Temperaturfühler - Temperatursensor - Thermometer |
| BU      | Zusammengesetzte Größen, Mehrfachvariable | - Buchholz-Relais |
| BV      | (reserviert für spätere Normung) | |
| BW      | Gewichtskraft, Masse | - Kraftaufnehmer |
| BX      | Sonstige Größen | - Videokamera - Mikrofon |
| BY      | (reserviert für spätere Normung) | |
| BZ      | Anzahl von Ereignissen, Menge | - Schaltspiele - Anzahl von Objekten |
| C       | Speicherung von Energie, Informationen oder Material | |
| CA      | Speichern, kapazitiv | - Kondensator |
| CB      | Speichern, induktiv | - Supraleiter - Spule |
| CC      | Speichern, Chemisch | - Batterie |
| CF      | Speichern von Informationen | - RAM - EPROM - CD-ROM - Ereignisspeicher - Festplatte - Spannungsschreiber                                                                            |
| CL      | Speichern, Sammeln und Lagern von Stoffen (ortsfest, offen) | - Gruben - Becken - Bunker - Zisterne |
| CM      | Speichern, Sammeln und Lagern von Stoffen (ortsfest, geschlossen) | - Behälter - Tank - Kessel - Silo - Gasometer - Druckspeicher                                                                                          |
| CN      | Speichern, Sammeln und Lagern von Stoffen (mobil) | - Container - Transportbehälter - Gasflasche - Fass |
| CP      | Speichern von thermischer Energie (Wärme- und Kälteenergie), (unmittelbar) | - Eisspeicher - Hybridspeicher - Erdspeicher - Heißwasserspeicher - Dampfspeicher                                                                      |
| CQ      | Speichern von mechanischer Energie | - Schwungrad |
| CZ      | Kombinierte Aufgaben | |
| E       | Liefern von Strahlung oder thermischer Energie | |
| EA      | Erzeugung von elektromagnetischer Strahlung für Beleuchtungszwecke mittels elektrischer Energie | - Glühlampe - Leuchtstoffröhre - UV-Strahler |
| EB      | Erzeugung von Wärmeenergie mittels Umwandlung von elektrischer Energie | - Heizdraht, -stab - elektrische Heizung - elektrischer Boiler - Elektrokessel - Elektroofen - Infrarotstrahler                                        |
| EC      | Erzeugung von Kälteenergie mittels Umwandlung von elektrischer Energie | - Kühlaggregat - Gefrieraggregat - Kühlschrank, -truhe - Kompressionskältemaschine - Turbokältemaschine                                                |
| EE      | Erzeugung von anderer elektromagnetischer Strahlung | |
| EF      | Erzeugung von anderer elektromagnetischer Strahlung zur Signalisierung | |
| EL      | Erzeugung von anderer elektromagnetischer Strahlung durch Verbrennung von Brennstoffen | - Gaslicht - Gaslampe - Paraffinlampe |
| EM      | Erzeugung von thermischer Energie mittels Umwandlung chemischer Energie | - Heizkessel - Brenner - Ofen - Verbrennungsrost |
| EN      | Erzeugung von Kälteenergie mittels Umwandlung chemischer Energie | - Kühlschrank - Kältemaschine |
| EP      | Erzeugung von Wärmeenergie durch Energieaustausch | - Wärmeaustauscher - Kondensator - Verdampfer - Dampferzeuger - Abhitzekessel - Heizkörper - Radiator                                                  |
| EQ      | Erzeugung von Kälteenergie durch Energieaustausch | - Kühlschrank - Gefrierschrank - Kältemaschine |
| ER      | Erzeugung von Wärme durch Umwandlung mechanischer Energie | |
| ES      | Erzeugung von Kälte durch Umwandlung mechanischer Energie | - mechanischer Kühlschrank |
| ET      | Erzeugung von thermischer Energie mittels Kernspaltung | - Kernreaktor |
| EU      | Erzeugung von Teilchenstrahlung | - Neutronengenerator |
| EZ      | Kombinierte Aufgaben | |
| F       | Direkter (selbsttätiger) Schutz eines Energie- oder Signalflusses, von Personen oder Einrichtungen vor gefährlichen oder unerwünschten Zuständen einschließlich Systeme und Ausrüstung für Schutzzwecke | |
| FA      | Schutz gegen Überspannungen | - Überspannungsableiter |
| FB      | Schutz gegen Fehlströme | - Fehlerstrom-Schutzschalter |
| FC      | Schutz gegen Überströme | - Sicherung - Sicherungsautomat - Leitungsschutzschalter - Motorschutzschalter                                                                         |
| FL      | Schützen gegen gefährliche Druckzustände | - Berstscheiben - Sicherheitsarmatur (auch selbsttätig direkt belastetes Be- und Entlüftungsventil) - Kondensomat - Vakuumbrecher                      |
| FM      | Schützen gegen gefährliche Brandeinwirkungen | - Brandschutzeinrichtungen (Gefahr erkennen und Schutzmaßnahmen einleiten) - Brandschutzklappen - Brandschutztür - Schleusen                           |
| FN      | Schützen gegen gefährlichen Betriebszuständen oder Beschädigung | - Schutzschild - Schutzvorrichtung - Rammschutz - Schutzhülse für Thermoelement - Sicherheitskupplung                                                  |
| FP      | Schützen der Umwelt vor Emissionen (z. B. Strahlung, chemische Emissionen, Lärm) | - Reaktorschutzgeräte |
| FQ      | Schützen von Personen/Tieren | - Geländer - Absperrung - Schranke - Zaun - Berührungsschutz - Sichtschutz - Blendschutz - Fluchttür, -fenster - Airbag - Sicherheitsgurt              |
| FR      | Schützen gegen Verschleiß (z. B. Korrosion) | - Schutzanode (kathodische) |
| FS      | Schützen vor Umwelteinflüssen (z. B. Witterung, geophysikalische Auswirkungen) | - Witterungsschutz - Lawinenschutz - geophysikalischer Schutz                                                                                          |
| FZ      | Kombinierte Aufgaben | |
| G       | Initiieren eines Energie- oder Materialflusses; Erzeugung von Signalen, die als Informationsträger oder Referenzquelle verwendet werden                                                                 | |
| GA      | Initiieren eines elektrischen Energieflusses durch Einsatz mechanischer Energie | - Generator - Dynamo - auch Motorgenerator |
| GB      | Initiieren eines elektrischen Energieflusses durch chemische Umwandlung | - Brennstoffzelle |
| GC      | Initiieren eines elektrischen Energieflusses mittels Licht | - Solarzelle |
| GF      | Erzeugen von Signalen als Informationsträger | - Signalgenerator - Signalgeber |
| GL      | Initiieren eines Flusses (Fördern) von festen Stoffen (stetig) | - Bandförderer - Kettenförderer - Zuteiler |
| GM      | Initiieren eines Flusses (Fördern) von festen Stoffen (unstetig) | - Kran - Aufzug - Hebezeug - Gabelstapler - Manipulator - Hubeinrichtung                                                                               |
| GP      | Initiieren eines Flusses (Fördern) von flüssigen und fließfähigen Stoffen (stetig) | - Pumpe - Schneckenförderer |
| GQ      | Initiieren eines Flusses (Fördern) und Verdichten von gasförmigen Stoffen (stetig) | - Gebläse (Ventilator, Lüfter) - Verdichter - Vakuumpumpe - Sauger                                                                                     |
| GS      | Initiieren eines Flusses (Fördern) von flüssigen und gasförmigen Stoffen (mit Antrieb durch Treibmedium)                                                                                                | - Ejektor - Injektor - Strahler |
| GT      | Initiieren eines Flusses (Fördern) von flüssigen und gasförmigen Stoffen (mit Antrieb durch Schwerkraft)                                                                                                | - Öler |
| GZ      | Kombinierte Aufgaben | |
| H       | Produzieren einer neuen Art von Material oder Produktion | |
| HK      | Trennen von Stoffgemischen durch Klassieren | - Sieb - Rechen - Rost |
| HL      | Erzeugen eines neuen Produktes durch Zusammenbau | - Montageroboter |
| HM      | Trennen von Stoffgemischen durch Fliehkraft | - Zykloneinrichtung - Zentrifuge |
| HN      | Trennen von Stoffgemischen durch Schwerkraft | - Absetzbehälter - Eindickung |
| HP      | Trennen von Stoffgemischen durch thermische Verfahren | - Destillationskolonne - Extraktionseinrichtung - Eindampfung - Trocknung (Muntertrockner)                                                             |
| HQ      | Trennen von Stoffgemischen durch Filtern | - Flüssigkeitsfilter - Gasfilter |
| HR      | Trennen von Stoffgemischen durch elektrostatische oder magnetische Kräfte | - Magnetabscheider - Elektrofilter |
| HS      | Trennen von Stoffgemischen durch physikalische Verfahren | - Absorptionswäsche - Aktivkohleadsorbierer - Ionenaustauscher - Naßentstauber                                                                         |
| HT      | Erzeugen neuer gasförmiger Stoffe | - Vergaser |
| HU      | Zerkleinern zum Erzeugen einer neuen Form fester Stoffe | - Mühle - Brecher |
| HV      | Vergröbern zum Erzeugen neuer Form fester Stoffe | - Brikettierer - Pelletierer - Sintereinrichtung - Tablettierer                                                                                        |
| HW      | Mischen zum Erzeugen neuer, fester, flüssiger, fließfähiger und gasförmiger Stoffe | - Mischer - Rührkessel - Kneter - Staticmixer - Emulgierer - Rührwerk - (Dampf-)Befeuchter                                                             |
| HX      | Erzeugen neuer Stoffe durch chemische Reaktion | - Reaktor - Reaktionsofen |
| HY      | Erzeugen neuer Stoffe durch biologische Reaktion | - Fermentierer - Kompostierer |
| HZ      | Kombinierte Aufgaben | |
| K       | Verarbeitung (Eingabe, Verarbeitung und Ausgabe) von Signalen oder Informationen (mit Ausnahme von Objekten für Schutzzwecke, siehe Kennbuchstabe F)                                                    | |
| KF      | Verarbeitung von elektrischen und elektronischen Signalen | - Relais - Transistor - Binärelemente - Verzögerungseinrichtungen - Regler - Ein-/Ausgangsbaugruppen - Empfänger - Sender - Optokoppler                |
| KG      | Verarbeitung von optischen und akustischen Signalen | - Spiegel - Regler - Prüfgerät |
| KH      | Verarbeitung von fluidtechnischen und pneumatischen Signalen | - Ventilblock - Vorsteuerventil - Regler (Ventilstellungsregler)                                                                                       |
| KJ      | Verarbeitung von mechanischen Signalen | - Gestänge - Regler |
| KK      | Verarbeitung unterschiedlicher Informationsträger an Ein- und Ausgang (z. B. elektrisch - pneumatisch)                                                                                                  | - Elektrohydraulischer Umformer - Regler - elektrisches Vorsteuerventil                                                                                |
| KZ      | Kombinierte Aufgaben | |
| M       | Bereitstellen von mechanischer Energie (mechanische Dreh- oder Linearbewegung) zu Antriebszwecken | |
| MA      | Antreiben elektromagnetisch | - Elektromotor - Linearmotor |
| MB      | Antreiben magnetisch | - Elektromagnet |
| ML      | Antreiben mechanisch | - Gewicht - Federkraft - Stellantrieb (mechanisch) - Federspeicherantrieb - Reibradantrieb                                                             |
| MM      | Antreiben fluidtechnisch und pneumatisch | - Stellantrieb - Servomotor (Fluidantrieb, -motor) - Fluidzylinder - Hydraulikzylinder                                                                 |
| MN      | Antreiben durch Dampfstrom | - Dampfturbine |
| MP      | Antreiben durch Gasstrom | - Gasturbine |
| MQ      | Antreiben durch Windkraft | - Windturbine |
| MR      | Antreiben durch Flüssigkeitsstrom | - Wasserturbine |
| MS      | Antreiben durch chemische Umwandlung | - Verbrennungsmotor |
| MZ      | Kombinierte Aufgaben | |
| P       | Darstellung von Informationen | |
| PF      | Visuelle Darstellung von Einzelzuständen | - Meldelampe |
| PG      | Visuelle Darstellung von Einzelvariablen | - Multifunktionsmessgerät |
| PH      | Visuelle Anzeige von Informationen in Bildform oder Textform | - Display - Bildschirm |
| PJ      | Akustische Information | - Hupe |
| PK      | Fühlbare Information | - Vibrator |
| PZ      | Kombinierte Aufgaben | |
| Q       | Kontrolliertes Schalten oder Variieren eines Energie-, Signal- oder Materialflusses | |
| QA      | Schalten und Variieren von elektrischen Energiekreisen | - Leistungsschalter - Schütz - Thyristor - Motoranlasser                                                                                               |
| QB      | Trennen von elektrischen Energiekreisen | - Trennschalter - Lasttrenner |
| QC      | Erden von elektrischen Energiekreisen | - Erder |
| QL      | Bremsen in mechanischen Kraftübertragungseinrichtungen | - Bremse |
| QM      | Schalten von Durchfluss in geschlossenen Umschließungen für veränderbare Ströme gasförmiger, flüssiger und fließfähiger Stoffe                                                                          | - Absperrarmatur (auch Entleerungsarmatur) - Steckscheibe - Blindscheibe - Klappe                                                                      |
| QN      | Verändern von Durchfluss in geschlossenen Umschließungen für veränderbare Ströme gasförmiger, flüssiger und fließfähiger Stoffe                                                                         | - Regelarmatur - Gasregelstrecke - Regelklappe |
| QP      | Schalten von Durchfluss in offenen Umschließungen für flüssige Stoffe | - Schleusentor - Wehre - Dammplatte |
| QQ      | Öffnen, Schließen von Einlässen oder Zugängen (Personen, Material, Licht, Luft) zu abgegrenzten Orten                                                                                                   | - Tür - Tor - Fenster - Abdeckung - Drehkreuz - Schranke - Schloss                                                                                     |
| QR      | Absperren eines Flusses (keine Armaturen) | - Zellenradschleuse |
| QS      | Steuerung mechanischer Bewegung | - Verriegelung - Schloss - Schienenweiche |
| QZ      | Kombinierte Aufgaben | |
| R       | Begrenzung oder Stabilisierung von Bewegung oder Fluss von Energie, Information oder Material | |
| RA      | Begrenzen des Flusses von elektrischer Energie | - Widerstand - Drossel - Diode |
| RB      | Begrenzen des Flusses von elektrischer Energie | - Glättungskondensator |
| RF      | Stabilisieren von Signalen | - Tiefpass - Entzerrer - Filter |
| RL      | Verhindern von unerlaubtem Bedienen und/oder Bewegungen (mechanisch) | - Blockiergerät - Arretierung - Verklinkung - Schloss                                                                                                  |
| RM      | Verhindern des Rückflusses von gasförmigen, flüssigen und fließfähigen Stoffen | - Rückschlagarmaturen |
| RN      | Begrenzen des Durchflusses von flüssigen und gasförmigen Stoffen | - Venturidüse - Drosselscheibe |
| RP      | Abschirmen und Dämmen von Lärm | - Schallschutz - Schalldämpfer |
| RQ      | Abschirmen und Dämmen von Wärme oder Kälte | - Wärmedämmungs-Jalousie - Isolierung - Ummantelung - Verkleidung - Auskleidung - Ausmauerung                                                          |
| RR      | Abschirmen und Dämmen von mechanischen Einwirkungen | - Ausschlagsicherung - Kompensator - Auskleidung - Schwingungsdämpfer                                                                                  |
| RS      | Abschirmen und Dämmen von chemischen Einwirkungen | - Auskleidung - Explosionsschutz - Gasdurchdringungsschutz - Spritzschutz                                                                              |
| RT      | Abschirmen und Dämmen von Licht | - Jalousie - Store - Lichtblende |
| RU      | Abschirmen und Stabilisieren von Bewegung in Orten/im Gelände | - Zaun |
| RZ      | Kombinierte Aufgaben | |
| S       | Umwandlung einer manuellen Betätigung in ein zur Weiterverarbeitung bestimmtes Signal | |
| SF      | Umwandlung einer manuellen Betätigung in ein elektrisches Signal | - Schalter - Lichtgriffel - Tastatur - Steuerschalter - Quittierschalter - Tastschalter - Wahlschalter - Sollwerteinsteller                            |
| SG      | Umwandlung einer manuellen Betätigung in elektromagnetische, optische und akustische Signale | - Funkmaus |
| SH      | Umwandlung einer manuellen Betätigung in mechanische Signale | - Handrad - Wahlschalter |
| SJ      | Umwandlung einer manuellen Betätigung in fluidtechnische oder pneumatische Signale | |
| SZ      | Kombinierte Aufgaben | |
| T       | Umwandlung von Energie unter Beibehaltung der Energieart, Umwandlung eines bestehenden Signals unter Beibehaltung des Informationsinhalts, Veränderung der Form oder Gestalt eines Materials            | |
| TA      | Umwandeln elektrischer Energie unter Beibehaltung der Energieart und Energieform | - Transformator - DC/DC-Wandler - Frequenzwandler |
| TB      | Umwandeln elektrischer Energie unter Beibehaltung der Energieart und Veränderung der Energieform | - Gleichrichter - Wechselrichter - AC/DC-Umformer |
| TF      | Umwandeln von Signalen (Beibehaltung des Informationsinhaltes) | - Verstärker - Trennwandler - U/I-Umformer - el. Messumformer - Impulsverstärker - Antenne                                                             |
| TL      | Umwandeln von Drehzahl, Drehmoment, Kraft | - Drehzahlwandler - Drehmomentwandler - Regelkupplung mit der Hauptaufgabe der Drehzahländerung - Schalt- und Automatikgetriebe - Druckkraftverstärker |
| TM      | Verformen, spanabhebend | - Werkzeugmaschine - Schere - Säge |
| TP      | Verformen, spanlos (kalt) | - Tiefzieheinrichtung - Kaltwalzeinrichtung - Kaltzugeinrichtung                                                                                       |
| TQ      | Verformen, spanlos (warm) | - Gießeinrichtung - Schmiedeeinrichtung - Strangpresseinrichtung - Warmwalzeinrichtung - Warmzugeinrichtung                                            |
| TR      | Umwandeln von Strahlungsenergie unter Beibehaltung der Energieform | - Brennglas - Parabolspiegel |
| TZ      | Kombinierte Aufgaben | |
| U       | Halten von Objekten in definierter Lage | |
| UA      | Halten und Tragen von Einrichtungen elektrischer Energie | - Stütze - Gerüst |
| UB      | Halten und Tragen von elektrischen Energiekabeln und -leitungen | - Portal - Mast - Isolator - Kabelpritsche - Kabelwanne - Kabelkanal - Kabelleiter - Stützer                                                           |
| UC      | Umschließen von Einrichtungen elektrischer Energie | - Gehäuse - Kapselung |
| UF      | Halten; Tragen; Umschließen von leittechnischen und kommunikationstechnischen Objekten | - Messumformergestell - Baugruppenträger - Leiterplatte                                                                                                |
| UG      | Halten und Tragen von leittechnischen und kommunikationstechnischen Kabeln und Leitungen (nur anzuwenden, wenn getrennt von UB)                                                                         | - Kabelpritsche - Kabelkanal |
| UH      | Umschließen von Leittechnischen Einrichtungen | - Schrank |
| UL      | Halten und Tragen von maschinentechnischen Objekten | - Maschinenfundament |
| UM      | Halten und Tragen von gebäudetechnischen Objekten | - Gebäudefundament - bauliche Statikelemente (Sturz, Unterzug, Oberzug, Stütze) - Schacht - Kanal (nicht Kabelkanal)                                   |
| UN      | Halten und Tragen von rohrleitungstechnischen Objekten | - Rohrbrücke - Halterung für Rohrleitungen |
| UP      | Halten und Führen von Wellen und Läufern | - Rollenlager - Kugellager - Gleitlager |
| UQ      | Halten und Führen von Objekten für Fertigung und Montage | - Spannvorrichtung - Zentriervorrichtung - Greifer |
| UR      | Befestigen und Verankern von maschinentechnischen Objekten | - Konsole - Montageplatte, -gestell - Ankerplatte - Träger                                                                                             |
| US      | Räumliche Objekte zur Unterbringung und zum Tragen anderer Objekte | - Korridor - Halle - Raum |
| UZ      | Kombinierte Aufgaben | |
| V       | Bearbeitung (Behandlung) von Materialien oder Produkten (einschließlich Vor- und Nachbehandlung) | |
| VL      | Abfüllen von Stoffen | - Sackabfülleinrichtung - Fassabfülleinrichtung - Tankwagenabfülleinrichtung                                                                           |
| VM      | Verpacken von Produkten | - Einschlagmaschine - Palettierer - Verpackungsmaschine                                                                                                |
| VN      | Behandlung von Oberflächen | - Lackierautomat - Schleifmaschine - Poliermaschine |
| VP      | Behandlung von Stoffen oder Produkten | - Glühofen - Hochofen - Schmelzofen |
| VQ      | Reinigen von Stoffen, Produkten oder Einrichtungen | - Staubsauger - Waschmaschine - Gebäudereinigungseinrichtung                                                                                           |
| VZ      | Kombinierte Aufgaben | |
| W       | Leiten oder Führen von Energie, Signalen, Material oder Produkten von einem Ort zu einem anderen | |
| WA      | Verteilen von Energie ≥ 1 kV | - Sammelschiene ≥ 1 kV |
| WB      | Transportieren von elektrischer Energie ≥ 1 kV | - Kabel, Leiter ≥ 1 kV - Durchführung ≥ 1 kV |
| WC      | Verteilen von Energie < 1 kV | - Sammelschiene < 1 kV |
| WD      | Transportieren von elektrischer Energie < 1 kV | - Kabel, Leiter < 1 kV - Durchführung < 1 kV |
| WE      | Leiten von Erdpotential oder Bezugspotential | |
| WF      | Verteilen von elektrischen oder elektronischen Signalen | - Datenbus |
| WG      | Transportieren von elektrischen oder elektronischen Signalen | - Steuerkabel - Messkabel - Datenleitung |
| WH      | Transportieren und Führen von optischen Signalen | - Glasfaserkabel - Lichtwellenleiter |
| WL      | Transportieren von Stoffen und Produkten (nicht angetrieben) | - Schiefe Ebene - Rolltisch - Leiter |
| WM      | Leiten und Führen von Strömen flüssiger, fließfähiger und gasförmiger Stoffe (offene Umschließung) | - Kanal - Rinne |
| WN      | Leiten und Führen von Strömen flüssiger, fließfähiger und gasförmiger Stoffe (geschlossene, flexible Umschließung)                                                                                      | - Schlauch |
| WP      | Leiten und Führen von Strömen flüssiger, fließfähiger und gasförmiger Stoffe (geschlossene, starre Umschließung)                                                                                        | - Rohrleitung - Luftkanal - Kamin |
| WQ      | Übertragen von mechanischer Energie | - Welle - Läufer - Keilriemen - Kette - Übertragungsgestänge                                                                                           |
| WR      | Leiten und Führen für spurgebundene Transportmittel | - Schieneneinrichtung - Weicheneinrichtung |
| WS      | Leiten und Führen von Personen (Begeheinrichtungen) | - Bühne - Treppe - Laufsteg |
| WT      | Leiten und Führen von mobilen Transportmitteln (Transportwege) | - Weg - Straße - Schifffahrtsweg - Schienenwege |
| WZ      | Kombinierte Aufgaben | |
| X       | Verbinden von Objekten | |
| XB      | Verbinden ≥ 1 kV | - Klemme - Kabelendverschluss - Muffe |
| XD      | Verbinden < 1 kV | - Klemme - Kabelendverschluss - Muffe - Steckdose |
| XE      | Anschließen von Erdpotential oder Bezugspotential | - Erdungsklemme - Schirmanschlussklemme |
| XF      | Verbinden in Datenübertragungsnetzen | - Hub - Switch |
| XG      | Verbinden (elektrisch) von Signalen | - Signalverteiler - Steckverbinder - Anschlußelement                                                                                                   |
| XH      | Verbinden (optisch) von Signalen | - optischer Anschluss |
| XL      | Verbinden starrer Umschließungen für Ströme gasförmiger, flüssiger und fließfähiger Stoffe | - Flansche - Fittings - Kupplungen |
| XM      | Verbinden flexibler Umschließungen für Ströme gasförmiger, flüssiger und fließfähiger Stoffe | - Schlauchverbindung - Schlauchkupplung |
| XN      | Verbinden von Objekten zur Übertragung von mechanischer Energie (starr) | - Kupplung, starr |
| XP      | Verbinden von Objekten zur Übertragung von mechanischer Energie (schaltbar/variabel) | - Schaltkupplung - Regelkupplung |
| XQ      | Verbinden von Objekten (unlösbar) | - Schweißverbindung - Lötverbindung - Klebverbindung                                                                                                   |
| XR      | Verbinden von Objekten (lösbar) | - Haken - Öse |
| XZ      | Kombinierte Aufgaben | |

### Kennbuchstaben der EN IEC 81346-2:2019

#### Tabelle der Hauptklassen (A1), Unterklassen (A2) und Unter-Unterklassen (A3)
| A1 | A2 | A3  | Klasse                                                             | Klassendefinition | Beispiele für Objekte |
| -- | -- | --- | ------------------------------------------------------------------ | --- | --- |
| B  |    |     | Erkennungsobjekt                                                   | Objekt zur Erfassung und Darstellung von Informationen | |
|    | BA |     | Objekt zur Erkennung von elektrischem Potential                    | Erkennungsobjekt für elektrisches Potential | |
|    |    | BAA | Spannungswandler                                                   | Objekt zur Erkennung von elektrischem Potential, mit Skalarausgang | - Kopplungskondensator - Spannungswandler für Messzwecke |
|    |    | BAB | Spannungsrelais                                                    | Objekt zur Erkennung von elektrischem Potential, mit booleschem Ausgang | - Messspannungsrelais |
|    | BB |     | Objekt zur Erkennung von Widerstand                                | Erkennungsobjekt für Widerstand oder Leitfähigkeit | |
|    |    | BBA | Messgerät für elektrischen Widerstand                              | Widerstanderkennungsobjekt für elektrischen Stromfluss, mit Skalarausgang | |
|    |    | BBB | Detektor für elektrischen Widerstand                               | Widerstanderkennungsobjekt für elektrischen Stromfluss, mit booleschem Ausgang | |
|    |    | BBC | Messgerät für thermischen Widerstand                               | Widerstanderkennungsobjekt für Wärmefluss, mit Skalarausgang | |
|    |    | BBD | Detektor für thermischen Widerstand                                | Widerstanderkennungsobjekt für Wärmefluss, mit booleschem Ausgang | |
|    | BC |     | Objekt zur Erkennung von elektrischem Strom                        | Erkennungsobjekt für elektrischen Strom | |
|    |    | BCA | Stromwandler                                                       | Objekt zur Erkennung von elektrischem Strom, mit Skalarausgang | - Messstromwandler |
|    |    | BCB | Stromrelais                                                        | Objekt zur Erkennung von elektrischem Strom, mit booleschem Ausgang | - elektronisches Überlastrelais - Messstromrelais - Überlastrelais |
|    | BD |     | Dichteerkennungsobjekt                                             | Erkennungsobjekt für Dichte | |
|    |    | BDA | Dichtemesswertgeber                                                | Dichteerkennungsobjekt, mit Skalarausgang | - Senkwaage - Dichtesensor - Hydrometer |
|    |    | BDB | Dichteschalter                                                     | Dichteerkennungsobjekt, mit booleschem Ausgang | - Dichtesensor |
|    | BE |     | Spannungsfelderkennungsobjekt                                      | Erkennungsobjekt für Spannungsfeld | |
|    |    | BEA | Elektrischer Feldsensor                                            | Felderkennungsobjekt für elektrische Felder, mit Skalarausgang | |
|    |    | BEB | Elektrischer Felddetektor                                          | Felderkennungsobjekt für elektrische Felder, mit booleschem Ausgang | |
|    |    | BEC | Magnetfeldsensor                                                   | Felderkennungsobjekt für Magnetfelder, mit Skalarausgang | |
|    |    | BED | Magnetfelddetektor                                                 | Felderkennungsobjekt für Magnetfelder, mit booleschem Ausgang | - Reedrelais - Reedschalter |
|    | BF |     | Durchflusserkennungsobjekt                                         | Erkennungsobjekt für Durchfluss | |
|    |    | BFA | Durchflussmesswertgeber                                            | Durchflusserkennungsobjekt, mit Skalarausgang | - Durchflusssensor - Gasflusssensor - Flüssigkeitsflusssensor - Feststoffflusssensor - Wasserflusssensor                                                                                          |
|    |    | BFB | Durchflussschalter                                                 | Durchflusserkennungsobjekt, mit booleschem Ausgang | - Gasflussschalter - Feststoffflussschalter |
|    | BG |     | Objekt zur Erkennung von physikalischen Dimensionen                | Erkennungsobjekt für räumliche Dimension und/oder Position | |
|    |    | BGA | Positionsmesswertgeber                                             | Objekt zur Erkennung physikalischer Dimensionen der Position, mit Skalarausgang | - Positionssensor - Präsenzdetektor - Radar - Windrichtungssensor |
|    |    | BGB | Positionsschalter                                                  | Objekt zur Erkennung physikalischer Dimensionen der Position, mit booleschem Ausgang | - Bewegungsdetektor - Bewegungssensor (PIR) - Positionssensor - Präsenzdetektor |
|    |    | BGC | Distanzmesswertgeber                                               | Objekt zur Erkennung physikalischer Dimensionen für Längen, mit Skalarausgang | - Laserdistanzsensor - Positionssensor - Sichtbarkeitssensor |
|    |    | BGD | Distanzschalter                                                    | Objekt zur Erkennung physikalischer Dimensionen für Längen, mit booleschem Ausgang | - Laserdistanzsensor - Laserdistanz-Erkennungsschalter - Bewegungsdetektor - Bewegungssensor (PIR) - Positionssensor - Präsenzdetektor - Sichtbarkeitsdetektor                                    |
|    |    | BGE | Winkelmesswertgeber                                                | Objekt zur Erkennung physikalischer Dimensionen für Winkel oder Richtungen, mit Skalarausgang | - Ausrichtungssensor - Anschlag - Positionssensor - Positionsmesswertgeber - Drehgeber - Anzeigeeinrichtung - Windrichtungsanzeige                                                                |
|    |    | BGF | Winkelschalter                                                     | Objekt zur Erkennung physikalischer Dimensionen für Winkel oder Richtungen, mit booleschem Ausgang | - Ausrichtungsschwellendetektor - Bewegungsdetektor - Bewegungssensor (PIR) - Positionssensor - Präsenzdetektor - Radar                                                                           |
|    |    | BGG | Objektscanner                                                      | Objekt zur Erkennung physikalischer Dimensionen für physikalische Objekte | - 2D-Scanner - 3D-Scanner - Koordinatenscanner - Laserscanner |
|    | BH |     | Energieerkennungsobjekt                                            | Erkennungsobjekt für Energie | |
|    |    | BHA | Durchflussenergiemessgerät                                         | Energieerkennungsobjekt für Durchflüsse mit einer definierten Energiedichte | - Kühlungsengergie-Messgerät - Energiezähler - Energiesensor - Gasenergiezähler |
|    |    | BHB | Wärmeenergiemessgerät                                              | Energieerkennungsobjekt für thermische Durchflüsse mit einer definierten Wärmekapazität | - Kondensatsensor - Energiekühlungsmessgerät - Energiezähler - Energiesensor |
|    |    | BHC | Stromflussmessgerät                                                | Energieerkennungsobjekt für Stromflüsse | - kWh-Sensor |
|    | BJ |     | Leistungserkennungsobjekt                                          | Erkennungsobjekt für Leistung | |
|    |    | BJA | Leistungsmessgerät                                                 | Leistungserkennungsobjekt, mit Skalarausgang | - kW-Zähler |
|    |    | BJB | Leistungsbegrenzungsschalter                                       | Leistungserkennungsobjekt, mit booleschem Ausgang | |
|    | BK |     | Zeiterkennungsobjekt                                               | Erkennungsobjekt für Zeit | |
|    |    | BKA | Zeitmessgerät                                                      | Zeiterkennungsobjekt, mit Skalarausgang | - Uhr - Zeitinformationsgerät |
|    |    | BKB | Zeitschalter                                                       | Zeiterkennungsobjekt, mit booleschem Ausgang | - Zeitzähler |
|    | BL |     | Füllstandserkennungsobjekt                                         | Erkennungsobjekt für Füllstand | |
|    |    | BLA | Füllstandsmesswertgeber                                            | Füllstandserkennungsobjekt, mit Skalarausgang | - Füllstandsensor - Flüssigkeitsstandsensor |
|    |    | BLB | Füllstandsschalter                                                 | Füllstandserkennungsobjekt, mit booleschem Ausgang | - Flüssigkeitsstandschalter |
|    | BM |     | Feuchteerkennungsobjekt                                            | Erkennungsobjekt für Feuchte | |
|    |    | BMA | Feuchtemesswertgeber                                               | Feuchteerkennungsobjekt, mit Skalarausgang | - Feuchte-Messfühler |
|    |    | BMB | Feuchteschalter                                                    | Feuchteerkennungsobjekt, mit booleschem Ausgang | - Feuchte-Messfühler |
|    | BP |     | Druckerkennungsobjekt                                              | Erkennungsobjekt für Druck | |
|    |    | BPA | Absolutdruckmesswertgeber                                          | Druckerkennungsobjekt, das einen Anschluss zur Erkennung des absoluten Drucks verwendet, mit Skalarausgang | - Absolutdrucksensor - Manometer - Druckwächter - Drucksensor - Druckaufnehmer |
|    |    | BPB | Absolutdruckschalter                                               | Druckerkennungsobjekt, das einen Anschluss zur Erkennung des absoluten Drucks verwendet, mit booleschem Ausgang | - Druckschalter |
|    |    | BPC | Differenzdruckmesswertgeber                                        | Druckerkennungsobjekt, das zwei Anschlüsse zur Erkennung des Differenzdrucks verwendet, mit Skalarausgang | - Differentialdrucksensor - Drucksensor - Relativdrucksensor |
|    |    | BPD | Differenzdruckschalter                                             | Druckerkennungsobjekt, das zwei Anschlüsse zur Erkennung des Differenzdrucks verwendet, mit booleschem Ausgang | - Drucksensor - Druckschalter - Relativdrucksensor - Relativdruck- |
|    | BQ |     | Konzentrationserkennungsobjekt                                     | Erkennungsobjekt für Substanzkonzentration | |
|    |    | BQA | Gaskonzentrationsmessgerät                                         | Konzentrationserkennungsobjekt für Gas, mit Skalarausgang | - CO-Konzentrationssensor - CO2-Konzentrationssensor - Konzentrationssensor - NH3-Konzentrationssensor                                                                                            |
|    |    | BQB | Gaskonzentrationsdetektor                                          | Konzentrationserkennungsobjekt für Gas, mit booleschem Ausgang | - Konzentrationserkennungsschalter |
|    |    | BQC | Flüssigkeitskonzentrationsmessgerät                                | Konzentrationserkennungsobjekt für Flüssigkeiten, mit Skalarausgang | - Konzentrationssensor - Nebelsensor - Benzinkonzentrationssensor - Sichtbarkeitssensor |
|    |    | BQD | Flüssigkeitskonzentrationsdetektor                                 | Konzentrationserkennungsobjekt für Flüssigkeiten, mit booleschem Ausgang | - Konzentrationserkennungsschalter Nebeldetektor - Sichtbarkeitsdetektor |
|    |    | BQE | Feststoffkonzentrationsmessgerät                                   | Konzentrationserkennungsobjekt für Feststoffe, mit Skalarausgang | - Konzentrationssensor - Rauchsensor - Trübungssensor - Sichtbarkeitssensor |
|    |    | BQF | Feststoffkonzentrationsdetektor                                    | Konzentrationserkennungsobjekt für Feststoffe, mit booleschem Ausgang | - Konzentrationserkennungsschalter Rauchmelder - Rauchschalter - Trübungsdetektor - Sichtbarkeitsdetektor                                                                                         |
|    | BR |     | Strahlungserkennungsobjekt                                         | Erkennungsobjekt für Strahlung | |
|    |    | BRA | Lichtmessgerät                                                     | Strahlungserkennungsobjekt für sichtbare elektromagnetische Wellen, mit Skalarausgang | - Lichtsender - Photozelle |
|    |    | BRB | Lichtdetektor                                                      | Strahlungserkennungsobjekt für sichtbare elektromagnetische Wellen, mit booleschem Ausgang | - Lichtschranke - linienförmiger Detektor - Dämmungsschalter - Lux-Sensor |
|    |    | BRC | Messgerät für elektromagnetische Wellen                            | Strahlungserkennungsobjekt für nicht sichtbare elektromagnetische Wellen, mit Skalarausgang | - IR-Sensor - Radarsensor - UV-Sensor |
|    |    | BRD | Elektromagnetwellendetektor                                        | Strahlungserkennungsobjekt für nicht sichtbare elektromagnetische Wellen, mit booleschem Ausgang | - Gammastrahlendetektor |
|    |    | BRE | Strahlungsmessgerät                                                | Strahlungserkennungsobjekt für nukleare Partikel, mit Skalarausgang | - Geigermesser |
|    |    | BRF | Strahlungsdetektor                                                 | Strahlungserkennungsobjekt für nukleare Partikel, mit booleschem Ausgang | |
|    | BS |     | Zeitbereicherkennungsobjekt                                        | Erkennungsobjekt für Zeitbereich | |
|    |    | BSA | Taktratenmesswertgeber                                             | Zeitbereicherkennungsobjekt für nicht rotierende Takte, mit Skalarausgang | - Taktratensensor - Frequenzmesswertgeber |
|    |    | BSB | Taktraten-Erkennungsschalter                                       | Zeitbereicherkennungsobjekt für nicht rotierende Takte, mit booleschem Ausgang | |
|    |    | BSC | Geschwindigkeitsmesswertgeber                                      | Zeitbereicherkennungsobjekt für Abstände, mit Skalarausgang | - Bewegungssender - Geschwindigkeitssensor |
|    |    | BSD | Geschwindigkeitserkennungsschalter                                 | Zeitbereicherkennungsobjekt für Abstände, mit booleschem Ausgang | - Bewegungsdetektor |
|    |    | BSE | Drehzahlmesswertgeber                                              | Zeitbereicherkennungsobjekt für Rotationen, mit Skalarausgang | - Rotationsgeschwindigkeitssensor |
|    |    | BSF | Rotationsgeschwindigkeitsrelais                                    | Zeitbereicherkennungsobjekt für Rotationen, mit booleschem Ausgang | |
|    |    | BSG | Beschleunigungsmesswertgeber                                       | Zeitbereicherkennungsobjekt für Geschwindigkeiten, mit | - Seismischer Sensor |
|    |    | BSH | Stoßindikator                                                      | Zeitbereicherkennungsobjekt für Geschwindigkeiten, mit booleschem Ausgang | - Seismischer Schalter - Vibrationsschalter |
|    | BT |     | Temperaturerkennungsobjekt                                         | Erkennungsobjekt für Temperatur | |
|    |    | BTA | Temperaturmesswertgeber                                            | Temperaturerkennungsobjekt, mit Skalarausgang | - Temperatursensor |
|    |    | BTB | Temperaturschalter                                                 | Temperaturerkennungsobjekt, mit booleschem Ausgang | - Temperaturdetektor |
|    | BU |     | Mehrfacherkennungsobjekt                                           | Erkennungsobjekt für mehrere Mengen | |
|    |    | BUA | Mehrfachmesssensor                                                 | Mehrfacherkennungsobjekt, mit Skalarausgang | - Multimeter |
|    |    | BUB | Mehrfachdetektor                                                   | Mehrfacherkennungsobjekt, mit booleschem Ausgang | - Buchholz-Relais - Distanzschutzrelais - Impedanzschutzrelais - Gegenphasenfolgerelais |
|    | BW |     | Krafterkennungsobjekt                                              | Erkennungsobjekt für Gewicht, Kraft oder Drehmoment | |
|    |    | BWA | Gewichtmesswertgeber                                               | Krafterkennungsobjekt für Gewicht, mit Skalarausgang | - Wägezelle - Gewichtssensor |
|    |    | BWB | Gewichterkennungsschalter                                          | Krafterkennungsobjekt für Gewicht, mit booleschem Ausgang | |
|    |    | BWC | Kraftmesswertgeber                                                 | Krafterkennungsobjekt für Kraft, mit Skalarausgang | - Kraftaufnehmer |
|    |    | BWD | Krafterkennungsschalter                                            | Krafterkennungsobjekt für Kraft, mit booleschem Ausgang | - Kraftindikator |
|    |    | BWE | Drehmomentmesswertgeber                                            | Krafterkennungsobjekt für Drehmoment, mit Skalarausgang | - Drehmomentsensor |
|    |    | BWF | Drehmomentschalter                                                 | Krafterkennungsobjekt für Drehmoment, mit booleschem Ausgang | - Drehmomentindikator |
|    | BX |     | Audiovisuelles Erkennungsobjekt                                    | Erkennungsobjekt für Ton und/oder äußeres Erscheinen | |
|    |    | BXA | Schallmesswertgeber                                                | Audiovisuelles Erkennungsobjekt für Schall, mit Skalarausgang | - Akustiküberwachungsgerät - Mikrofon |
|    |    | BXB | Akustikindikator                                                   | Audiovisuelles Erkennungsobjekt für Schall, mit booleschem Ausgang | - Glasbruchsensor |
|    |    | BXC | Bildgeber                                                          | Audiovisuelles Erkennungsobjekt für äußeres Erscheinen, mit Skalarausgang | - Kamera - CCTV - PTZ-Kamera - Scanner - Videokamera |
|    |    | BXD | Bilderkennungsgerät                                                | Audiovisuelles Erkennungsobjekt für visuelles Erscheinen, mit booleschem Ausgang | - Gesichtserkennungsgerät - Fingerabdruckleser - Iris-Scanner |
|    | BY |     | Informationserkennungsobjekt                                       | Erkennungsobjekt für gespeicherte Informationen | |
|    |    | BYA | Chiplesegerät                                                      | Informationserkennungsobjekt für elektrische Verbindungen | - Chipkartenlesegerät |
|    |    | BYB | Elektromagnetisches Lesegerät                                      | Informationserkennungsobjekt für elektrische Felder | - Magnetstreifen-Lesegerät - RFC-Lesegerät - RFID-Lesegerät - Lochstreifen-Lesegerät |
|    |    | BYC | Optisches Lesegerät                                                | Informationserkennungsobjekt für Licht | - Barcode-Lesegerät - Lesegerät für optische Platten - QR-Lesegerät |
|    | BZ |     | Ereigniserkennungsobjekt                                           | Erkennungsobjekt für Ereignisse oder Mengen | |
|    |    | BZA | Zähler                                                             | Ereigniserkennungsobjekt zum Erkennen der Anzahl an Ereignissen, mit Skalarausgang | |
|    |    | BZB | Schwellenwertdetektor                                              | Ereigniserkennungsobjekt zum Erkennen eines Ereignisses, mit booleschem Ausgang | |
|    |    | BZC | Personendetektor                                                   | Ereigniserkennungsobjekt zum Erkennen des Vorhandenseins von Menschen, mit booleschem Ausgang | - Präsenzdetektor |
|    |    | BZD | Stoffdetektor                                                      | Ereigniserkennungsobjekt zum Erkennen des Vorhandenseins von Stoffen, mit booleschem Ausgang | |
| C  |    |     | Speicherobjekt                                                     | Objekt zum Speichern für ein späteres Abrufen | |
|    | CA |     | Kapazitives Speicherobjekt                                         | Speicherobjekt für elektrische Energie innerhalb eines elektrostatischen Felds | |
|    |    | CAA | Kondensator                                                        | Kapazitives Speicherobjekt für elektrische Ladung | |
|    | CB |     | Induktives Speicherobjekt                                          | Speicherobjekt für elektrische Energie innerhalb eines elektromagnetischen Felds | |
|    |    | CBA | Drosselspule                                                       | Induktives Speicherobjekt für induktive Ladung | |
|    | CC |     | Elektrochemisches Speicherobjekt                                   | Speicherobjekt für elektrische Energie innerhalb eines elektrochemischen Stoffes | |
|    |    | CCA | Wiederaufladbare Batterie                                          | Elektrochemisches Speicherobjekt für reversible Reaktionen | |
|    | CF |     | Informationsspeicherobjekt                                         | Speicherobjekt für Informationen | |
|    |    | CFA | Informationsspeichermedium                                         | Informationsspeicherobjekt auf einem Trägermedium | |
|    | CL |     | Offenes stationäres Speicherobjekt                                 | Speicherobjekt für Stoffe oder Personen innerhalb stationärer offener Umschließungen | |
|    |    | CLA | Becken                                                             | Offenes stationäres Speicherobjekt für Flüssigkeiten | - Bunker - Zisterne - Schacht |
|    |    | CLB | Ablagefach                                                         | Offenes stationäres Speicherobjekt für feste Objekte | |
|    |    | CLC | Sitz                                                               | Offenes stationäres Speicherobjekt für Personen | - Bett - Stuhl - Sofa |
|    | CM |     | Geschlossenes stationäres Speicherobjekt                           | Speicherobjekt für Stoffe innerhalb einer stationären geschlossenen Umschließung | |
|    |    | CMA | Tank                                                               | Geschlossenes stationäres Speicherobjekt für Flüssigkeiten | |
|    |    | CMB | Kasten                                                             | Geschlossenes stationäres Speicherobjekt für Feststoffe | - Gehäuse - Schrank |
|    | CN |     | Bewegliches Speicherobjekt                                         | Speicherobjekt für Stoffe oder Personen innerhalb beweglicher geschlossener Umschließungen | |
|    |    | CNA | Behälter                                                           | Bewegliches Speicherobjekt für Feststoffe oder Personen | - Eimer - Becher-Hebeanlage - Baggerladeschaufel - Aufzugskabine |
|    |    | CNB | Gaszylinder                                                        | Bewegliches Speicherobjekt für Gase | |
|    |    | CNC | Trommel                                                            | Bewegliches Speicherobjekt für Flüssigkeiten | |
|    | CP |     | Wärmeenergie-Speicherobjekt                                        | Speicherobjekt für Wärmeenergie | |
|    |    | CPA | Flüssigkeitstank                                                   | Wärmeenergie-Speicherobjekt Flüssigkeiten | - Wasserwärmer |
|    |    | CPB | Gastank                                                            | Wärmeenergie-Speicherobjekt Gase | |
|    |    | CPC | Feststofftank                                                      | Wärmeenergie-Speicherobjekt Feststoffe | |
|    |    | CPD | Kristalltank                                                       | Wärmeenergie-Speicherobjekt Phasenwechselmaterialien | |
|    | CQ |     | Speicherobjekt für mechanische Energie                             | Speicherobjekt für mechanische Energie | |
|    |    | CQA | Schwungrad                                                         | Objekt zum Speichern von mechanischer Energie in Form von kinetischer Energie | |
|    |    | CQB | Feder                                                              | Objekt zum Speichern von mechanischer Energie in Form von elastischer Energie | - Gummiband |
|    |    | CQC | Gegengewicht                                                       | Objekt zum Speichern von mechanischer Energie in Form von Gravitationsenergie | - angehobene Masse |
| E  |    |     | Aussendeobjekt                                                     | Objekt zum Aussenden | |
|    | EA |     | Lichtobjekt                                                        | Aussendeobjekt für Licht | |
|    |    | EAA | Elektrische Leuchte                                                | Lichtobjekt mit Elektrizität | - Argonlampe - Elektrolumineszenzgeräte - Leuchtstofflampe - Leuchtstoffröhre - Glühlampe - Lampe - Lampenbirne - Laser - Neonlampe                                                               |
|    |    | EAB | Gaslampe                                                           | Lichtobjekt mit Gasverbrennung | |
|    |    | EAC | Flüssigkeitslampe                                                  | Lichtobjekt mit Flüssigkeitsverbrennung | - Paraffinlampe |
|    | EB |     | Elektroheizobjekt                                                  | Aussendeobjekt für durch elektrische Energie abgegebene Wärme | |
|    |    | EBA | Elektrokessel                                                      | Elektroheizobjekt, Wärmebereitstellung durch Flüssigkeit | |
|    |    | EBB | Elektroheizfläche                                                  | Elektroheizobjekt, Wärmebereitstellung durch eine Oberfläche | - Bratplatte - Heizmatte - Sauna |
|    |    | EBC | Heizkabel                                                          | Elektroheizobjekt, Wärmebereitstellung durch Kabel | |
|    |    | EBD | Elektroheißluftgebläse                                             | Elektroheizobjekt, Wärmebereitstellung durch Luftgebläse | |
|    |    | EBE | Lichtbogenheizobjekt                                               | Elektroheizobjekt, Wärmebereitstellung durch elektrischen Lichtbogen | - Lichtbogenofen |
|    |    | EBF | Induktionserwärmer                                                 | Elektroheizobjekt, Wärmebereitstellung durch mit Stromfluss | - Induktionsofen |
|    |    | EBG | Infrarot-Heizung                                                   | Elektroheizobjekt, Wärmebereitstellung durch Infrarotstrahlung | |
|    |    | EBH | Elektroofen                                                        | Elektroheizobjekt, Wärmebereitstellung durch beheizte Oberfläche | |
|    | EC |     | Elektrokühlobjekt                                                  | Aussendeobjekt für durch elektrische Energie abgegebene Kälte | |
|    |    | ECA | Elektrokühloberfläche                                              | Elektrokühlobjekt mit Kühloberfläche | |
|    |    | ECB | Elektrokaltluftgebläse                                             | Elektrokühlobjekt mit Luftgebläse | |
|    |    | ECC | Kompressionskältemaschine                                          | Elektrokühlobjekt mit Phasenänderung | |
|    | EE |     | Drahtlosenergie-Objekt                                             | Aussendeobjekt für drahtlose Energie | |
|    |    | EEA | Induktive Antenne                                                  | Kabelloses Stromübertragungsobjekt mit Verwendung von induktiver Kopplung | |
|    |    | EEB | Magnetron                                                          | Kabelloses Stromübertragungsobjekt mit Verwendung von Mikrowellen | - Maser - Mikrowellenofen |
|    |    | EEC | Röntgenstrahlenquelle                                              | Kabelloses Stromübertragungsobjekt mit Verwendung von Röntgenstrahlen | |
|    |    | EED | Gammastrahlenquelle                                                | Kabelloses Stromübertragungsobjekt mit Verwendung von Gammastrahlen | |
|    |    | EEE | Kapazitiver Koppler                                                | Kabelloses Stromübertragungsobjekt mit Verwendung von kapazitiver Kopplung | |
|    | EG |     | Wärmeenergie-Übertragungsobjekt                                    | Aussendeobjekt für durch Wärmeenergie übertragene Wärme und Kälte | |
|    |    | EGA | Wärmepumpe                                                         | Wärmeenergie-Übertragungsobjekt mit Phasenänderung | - Gefriergerät - temperaturgeführte Ladeeinheit - Kühlschrank - Kühlcontainer - Kühlregal - reversible Wärmepumpe                                                                                 |
|    |    | EGB | Peltier-Element                                                    | Wärmeenergie-Übertragungsobjekt mit Peltier-Effekt | |
|    |    | EGC | Wärmeaustauscher                                                   | Wärmeenergie-Übertragungsobjekt zwischen Flüssen mit | |
|    | EM |     | Verbrennungsheizobjekt                                             | Aussendeobjekt für durch Verbrennung erzeugte Wärme | |
|    |    | EMA | Heizofen                                                           | Verbrennungsheizungsobjekt zum Beheizen von Räumen | |
|    |    | EMB | Feuerungskessel                                                    | Verbrennungsheizungsobjekt zum Beheizen von Flüssigkeiten | |
|    |    | EMC | Kochplatte                                                         | Verbrennungsheizungsobjekt zum Erwärmen von Feststoffen | |
|    | EP |     | Wärmeheizobjekt                                                    | Aussendeobjekt für durch Wärmeenergie erzeugte Wärme | |
|    |    | EPA | Heizfläche                                                         | Heizwärmeobjekt, Wärmebereitstellung durch eine beheizte durchlässige Oberfläche | |
|    |    | EPB | Heizröhre                                                          | Heizwärmeobjekt, Wärmebereitstellung durch Flüssigkeit | - Heizspule - Heizrohr |
|    |    | EPC | Heizplatte                                                         | Heizwärmeobjekt, Wärmebereitstellung durch eine beheizte nicht durchlässige Oberfläche | - Kondensator - Heizkörper |
|    |    | EPD | Heißluftgebläse                                                    | Heizwärmeobjekt, Wärmebereitstellung durch Luftgebläse | |
|    | EQ |     | Thermal-Kühlobjekt                                                 | Aussendeobjekt für durch Wärmeenergie erzeugte Kälte | |
|    |    | EQA | Kühloberfläche                                                     | Thermal-Kühlobjekt zum Bereitstellen einer durchlässigen Kühlfläche | |
|    |    | EQB | Kühlplatte                                                         | Thermal-Kühlobjekt zum Bereitstellen einer nicht durchlässigen Kühlfläche | - Kondensator - Kühlturm - Verdampfer |
|    |    | EQC | Gebläsekühleinrichtung                                             | Thermal-Kühlobjekt mit Luftgebläse | |
|    |    | EQD | Kühler                                                             | Thermal-Kühlobjekt zum Kühlen von Flüssigkeiten | |
|    |    | EQE | Kühlröhre                                                          | Thermal-Kühlobjekt zur Erzeugung kühler Flüssigkeiten in Röhren | - Kühlspule - Kühlrohr |
|    | ET |     | Nuklearenergie-Wärmeobjekt                                         | Aussendeobjekt für durch Kernspaltung erzeugte Wärme | |
|    |    | ETA | Siedewasserreaktor                                                 | Nuklearbetriebenes Heizobjekt zur Erzeugung von warmem Wasser | |
|    |    | ETB | Druckwasserreaktor                                                 | Nuklearbetriebenes Heizobjekt zur Erzeugung von Flüssigkeitsdampf | |
|    |    | ETC | Gasgekühlter Hochtemperaturreaktor                                 | Nuklearbetriebenes Heizobjekt zur Erzeugung von warmem Gas | - Kugelhaufenreaktor |
|    | EU |     | Partikelaussendeobjekt                                             | Aussendeobjekt für subatomare Partikel | |
|    |    | EUA | Plasmagenerator                                                    | Partikelaussendeobjekt mit Ionisierung | |
|    |    | EUB | Partikelgenerator                                                  | Partikelaussendeobjekt ohne Ionisierung | - Alphastrahlengerät - Betastrahlengerät - Neutronenstrahlengerät |
|    | EV |     | Schallwellenaussendeobjekt                                         | Aussendeobjekt für Schallwellen | |
|    |    | EVA | Sonar                                                              | Schallwellenaussendendes Objekt mit Verwendung von Ultraschallfrequenzen | |
|    |    | EVB | Lautsprecher zur Geräuschunterdrückung                             | Schallwellenaussendendes Objekt mit Verwendung hörbarer Frequenzen zur Geräuschreduzierung | |
| F  |    |     | Schutzobjekt                                                       | Objekt zum Schutz vor den Auswirkungen gefährlicher oder unerwünschter Bedingungen | |
|    | FA |     | Überspannungsschutzobjekt                                          | Schutzobjekt für Überspannung | |
|    |    | FAA | Funkenstrecken-Überspannungsableiter                               | Überspannungsschutzobjekt mit Funkenstrecke | - Begrenzer |
|    |    | FAB | Varistor-Überspannungsableiter                                     | Überspannungsschutzobjekt mit Varistor | - Begrenzer |
|    |    | FAC | Zener-Diode                                                        | Überspannungsschutzobjekt mit Zener-Diode | - Begrenzer |
|    |    | FAD | Überspannungsableiter                                              | Überspannungsschutzobjekt mit Überspannungsableitung | |
|    | FB |     | Erdschlussstrom-Schutzobjekt                                       | Schutzobjekt für Erdschlussströme | |
|    |    | FBA | Fehlerstromschutzschalter                                          | Erdschlussstrom-Schutzobjekt, mit dem ein elektrisches Netzwerk überwacht wird und das im Falle von Erdfehlerströmen abgeschaltet wird | - Geräteableitstromunterbrecher - Erdschlussschutzschalter - Erdfehlerstromschutzschalter (ELCB) - FI-Schutzschalter - Fehlerstromschutzschalter - Fehlerstromtrennschalter (RCCB)                |
|    |    | FBB | Erdschlussstrom-Begrenzer                                          | Erdschlussstrom-Schutzobjekt, mit dem der Wert eines Erdfehlerstroms beschränkt wird | - Neutraler Erdungsreaktor - neutrale Erdungsimpedanz - Petersen-Spule |
|    | FC |     | Überstromschutzobjekt                                              | Schutzobjekt für Überströme | |
|    |    | FCA | Sicherung                                                          | Überstromschutzobjekt, das den Kreis, in dem es sich befindet, durch Unterbrechen des Stroms öffnet, wenn dieser für eine bestimmte Zeit einen bestimmten Wert überschreitet | |
|    |    | FCB | Leitungsschutzschalter                                             | Überstromschutzobjekt, das über die Fähigkeit verfügt, Ströme unter normalen Stromkreisbedingungen zu erzeugen, zu leiten und zu unterbrechen und Ströme unter bestimmten ungewöhnlichen Stromkreisbedingungen zu leiten und automatisch zu unterbrechen ANMERKUNG: Diese Klasse ist für Schutzschalter nach der Normenreihe IEC 60898 vorgesehen. | |
|    |    | FCC | Bimetall                                                           | Überstromschutzobjekt, das den Kreis, in dem es sich befindet, durch Unterbrechen des Stroms öffnet, wenn dieser für eine bestimmte Zeit einen bestimmten Wert überschreitet | - Bimetall-Schutzschalter - thermische Überlastauslösung - thermisches Überlastrelais |
|    | FE |     | Feldschutzobjekt                                                   | Schutzobjekt für elektrische und/oder magnetische Felder | |
|    |    | FEA | Elektrische Feldabschirmung                                        | Feldschutzobjekt für elektrische Felder | - Faradayscher Käfig |
|    |    | FEB | Magnetfeldabschirmung                                              | Feldschutzobjekt für Magnetfelder | - Mu-metallische Abschirmung (gegen statische oder Niedrigfrequenz-Magnetfelder) |
|    |    | FEC | Elektromagnetische Feldabschirmung                                 | Feldschutzobjekt für elektromagnetische Felder | - Betonwand - Faradayscher Käfig - Bleiblock - Metallbleche |
|    | FL |     | Druckschutzobjekt                                                  | Schutzobjekt für Drücke | |
|    |    | FLA | Sicherheitsventil                                                  | Druckschutzobjekt, das Dampf oder Flüssigkeit abgibt, wenn der Druck einen festgelegten Grenzwert überschreitet | |
|    |    | FLB | Sicherheitsklappe                                                  | Druckschutzobjekt, bei dem ein Luftstrom geöffnet wird, wenn sich der Druck über oder unter einem festgelegten Grenzwert befindet | |
|    |    | FLC | Rückschlagventil gegen Vakuum                                      | Druckschutzobjekt, mit dem ein Vakuum verhindert wird | |
|    |    | FLD | Berstplatte                                                        | Druckschutzobjekt, das im Falle eines übermäßigen Differenzdrucks irreversibel aufgebrochen wird | |
|    |    | FLE | Expansionstank                                                     | Druckschutzobjekt, das über eine Volumenausdehnung verfügt | - Expansionsgefäß |
|    | FM |     | Brandschutzobjekt                                                  | Schutzobjekt für Feuer | |
|    |    | FMA | Brandschutzklappe                                                  | Brandschutzobjekt, das bei Erkennen eines Brandes den Luftstrom unterbricht | |
|    |    | FMB | Rauchschutzklappe                                                  | Brandschutzobjekt, das bei Erkennen von Rauch den Luftstrom öffnet oder unterbricht | |
|    |    | FMC | Brand- und Rauchschutzklappe                                       | Brandschutzobjekt, das bei Erkennen eines Brandes und/oder bei Erkennen von Rauch den Luftstrom unterbricht | |
|    |    | FMD | Feuerlöscher                                                       | Brandschutzobjekt zur manuellen Bedienung | |
|    |    | FME | Brandschutzblende                                                  | Brandschutzobjekt, das bei Erkennen eines Brandes und/oder bei Erkennen von Rauch einen Durchgang versperrt | |
|    |    | FMF | Rauchschutzvorhang                                                 | Brandschutzobjekt, das einen Bereich in Rauchzonen unterteilt | |
|    |    | FMG | Rauchabschottung                                                   | Brandschutzobjekt, das ein Loch schließt, mit dem ein Ausbreiten eines Brandes verhindert wird | |
|    |    | FMH | Brandisolierung                                                    | Brandschutzobjekt zur Oberflächenabdeckung | |
|    |    | FMJ | Feuerschutzmittel                                                  | Brandschutzobjekt zur Oberflächenbeschichtung | - Brandschutzmittel |
|    |    | FMK | Brandschutzimprägnierung                                           | Brandschutzobjekt zur Imprägnierung | |
|    | FN |     | Objekt zum Schutz vor mechanischer Kraft                           | Schutzobjekt für mechanische Kraft | |
|    |    | FNA | Sicherheitskupplung                                                | Objekt zum Schutz vor mechanischer Kraft, das für eine Trennung sorgt, wenn das Drehmoment zu hoch ist | |
|    |    | FNB | Stoßschutz                                                         | Objekt zum Schutz vor mechanischer Kraft, zur Stoßdämpfung | - Kabelschutz |
|    | FQ |     | Vorbeugendes Schutzobjekt                                          | Schutzobjekt durch Barriere oder Hindernis | |
|    |    | FQA | Schutznetz                                                         | Vorbeugendes Schutzobjekt für sich bewegende Objekte | - Schutzgitter |
|    |    | FQB | Gleitschutz                                                        | Vorbeugendes Schutzobjekt für gleitende oder schwebende Stoffe | - Schneefang |
|    |    | FQC | Schutzgeländer                                                     | Vorbeugendes Schutzobjekt zum Verhindern eines Herunterfallens | - Handlauf - Aufhängungsschutz |
|    |    | FQD | Schutzschiene                                                      | Vorbeugendes Schutzobjekt zum Schutz vor Herausfallen oder Zusammenprallen | - Schutzgeländer - Schutzdach |
|    |    | FQE | Schutzstoff                                                        | Vorbeugendes Schutzobjekt für physikalisches Durchdringen | |
|    |    | FQF | Blendschutz                                                        | Vorbeugendes Schutzobjekt zum Verhindern von Blendeffekten | |
|    |    | FQG | Spritzschutz                                                       | Vorbeugendes Schutzobjekt zum Verhindern von Spritzern | |
|    |    | FQH | Bruchschutz                                                        | Vorbeugendes Schutzobjekt zum Verhindern von manueller Beschädigung | |
|    |    | FQJ | Lukenschloss                                                       | Vorbeugendes Schutzobjekt zum Verhindern von manuellem Entsperren | |
|    | FR |     | Verschleißschutzobjekt                                             | Schutzobjekt für Materialerosion | |
|    |    | FRA | Schmierobjekt                                                      | Verschleißschutzobjekt zur Anwendung von flüssigen Stoffen zwischen Objekten | - Schmieröl |
|    |    | FRB | Verschleißschutz                                                   | Verschleißschutzobjekt zur Anwendung eines festen Trennstoffs zwischen Objekten | |
|    | FS |     | Umgebungsschutzobjekt                                              | Schutzobjekt in Bezug auf die lokale Umgebung | |
|    |    | FSA | Gips                                                               | Umweltschutzobjekt in Form einer festen Pastenschicht auf einem anderen Objekt | - Zement - Mörtel |
|    |    | FSB | Lack                                                               | Umweltschutzobjekt in Form eines verhärteten Flüssigkeitsfilms auf der Oberfläche eines anderen Objekts | |
|    |    | FSC | Imprägnierung                                                      | Umweltschutzobjekt in Form einer angewendeten oder induzierten Flüssigkeit, durch die das Objekt gegenüber extern induziertem Verfall oder Zerstörung widerstandsfähig gemacht wird | - Imprägnierungsplatte |
|    |    | FSD | Unterstand                                                         | Umweltschutzobjekt, das Schutz vor Umwelteinflüssen bietet | - Lawinenschutzkonstruktion - Gebäude - Schuppen - Schneefang |
|    |    | FSE | Seismisches Schwingungssteuerungsgerät                             | Umweltschutzobjekt in Form einer Schwingungssteuerung | |
|    |    | FSF | Korrosionsschutz                                                   | Umweltschutzobjekt in Form von Metalloxidation | - Kathodischer Schutz - Opferanode |
|    |    | FSG | Schutzversiegelung                                                 | Umweltschutzobjekt in Form einer Versiegelung auf der Oberfläche eines anderen Objekts | |
|    |    | FSH | Materialtrennschicht                                               | Umweltschutzobjekt in Form einer Kapillareffekt-Schutzschicht | |
| G  |    |     | Erzeugungsobjekt                                                   | Objekt zur Bereitstellung eines steuerbaren Durchflusses | |
|    | GA |     | Erzeugungsobjekt für elektrische Energie durch mechanische Energie | Erzeugungsobjekt für durch mechanische Energie erzeugte elektrische Energie | |
|    |    | GAA | Wechselstromgenerator                                              | Erzeugungsobjekt für durch mechanische Energie erzeugte elektrische Energie für Wechselstrom | - Generator |
|    |    | GAB | Gleichstromgenerator                                               | Erzeugungsobjekt für durch mechanische Energie erzeugte elektrische Energie für Gleichstrom | - Dynamo - Generator |
|    | GB |     | Erzeugungsobjekt für elektrische Energie durch chemische Energie   | Erzeugungsobjekt für durch chemische Reaktion erzeugte elektrische Energie | |
|    |    | GBA | Elektrische Batterie                                               | Erzeugungsobjekt für durch chemische Energie erzeugte elektrische Energie aus einer nicht erneuerbaren Quelle | - Batterie |
|    |    | GBB | Brennstoffzelle                                                    | Erzeugungsobjekt für durch chemische Energie erzeugte elektrische Energie, das kontinuierlich durch Kraftstoff oder Oxidationsmittel angetrieben wird | |
|    | GC |     | Erzeugungsobjekt für elektrische Energie durch Sonnenenergie       | Erzeugungsobjekt für durch Solarenergie erzeugte elektrische Energie | |
|    |    | GCA | Kristallines Photovoltaik-Modul                                    | Erzeugungsobjekt für durch Sonnenenergie erzeugte elektrische Energie, das wasserbasiertes Halbleitermaterial verwendet | - Solarzelle |
|    |    | GCB | Dünnschicht-Photovoltaik-Modul                                     | Erzeugungsobjekt für durch Sonnenenergie erzeugte elektrische Energie, das dünnes Folienmaterial verwendet | - Solarzelle |
|    | GF |     | Signalerzeugungsobjekt                                             | Erzeugungsobjekt von Signalen für Informationsträger | |
|    |    | GFA | Elektromagnetwellensender                                          | Signalerzeugungsobjekt mit Verwendung elektromagnetischer Wellen | - Lasersender - Radiowellensender - Fernsehstation |
|    |    | GFB | Signalgenerator                                                    | Signalerzeugungsobjekt mit Drähten | |
|    | GL |     | Kontinuierliches Beförderungsobjekt                                | Erzeugungsobjekt für kontinuierlich laufende Geräte | |
|    |    | GLA | Gurtförderer                                                       | Kontinuierliches Beförderungsobjekt mit Transportband | - Förderband |
|    |    | GLB | Kettenförderer                                                     | Kontinuierliches Beförderungsobjekt mit Kette | |
|    |    | GLC | Rollenförderer                                                     | Kontinuierliches Beförderungsobjekt mit Rollen | |
|    |    | GLD | Schneckenförderer                                                  | Kontinuierliches Beförderungsobjekt mit Antriebsschnecke | |
|    |    | GLE | Rolltreppe                                                         | Kontinuierliches Beförderungsobjekt, bestehend aus aneinandergereihten Stufen | |
|    |    | GLF | Paternoster                                                        | Kontinuierliches Beförderungsobjekt, bestehend aus aneinandergereihten Behältern | |
|    |    | GLG | Vibrationsförderer                                                 | Kontinuierliches Beförderungsobjekt mit einer vibrierenden Oberfläche | |
|    | GM |     | Nicht kontinuierliches Beförderungsobjekt                          | Erzeugungsobjekt für nicht kontinuierlich laufende Geräte | |
|    |    | GMA | Wagen                                                              | Nicht kontinuierliches Beförderungsobjekt für horizontale Bewegungen | |
|    |    | GMB | Aufzug                                                             | Nicht kontinuierliches Beförderungsobjekt für vertikale | - Hubgerät |
|    |    | GMC | Kran                                                               | Nicht kontinuierliches Beförderungsobjekt, mit dem Objekte vertikal und/oder horizontal bewegt werden | |
|    |    | GMD | Palletierer                                                        | Nicht kontinuierliches Beförderungsobjekt, mit dem Objekte aneinandergereiht werden | - Stapler |
|    |    | GME | Drehscheibe                                                        | Nicht kontinuierliches Beförderungsobjekt mit Förderfluss | |
|    |    | GMF | Vibrationsförderer                                                 | Nicht kontinuierliches Beförderungsobjekt, das Objekte durch Vibration in einem linearen Durchfluss bewegt | |
|    | GP |     | Flüssigkeitsstrom-Erzeugungsobjekt                                 | Erzeugungsobjekt für Flüssigkeiten | |
|    |    | GPA | Verdrängerpumpe                                                    | Flüssigkeitsstrom-Erzeugungsobjekt zum Verdrängen eingeschlossener Flüssigkeiten zur Auslassseite | - Peristaltikpumpe - Kolbenpumpe - Rotationspumpe - Schraubpumpe - Vakuumpumpe |
|    |    | GPB | Spumpe                                                             | Flüssigkeitsstrom-Erzeugungsobjekt zum Steigern der Flussgeschwindigkeit durch mechanische Bewegung | - Axiale Strömungspumpe - Zentrifugalpumpe - Laufrad - radiale Strömungspumpe - Vakuumpumpe |
|    |    | GPC | Strahlpumpe                                                        | Flüssigkeitsstrom-Erzeugungsobjekt zum Übertragen der kinetischen Energie eines Eingangsstroms an einen Ausgangsstrom | |
|    |    | GPD | Schmiervorrichtung                                                 | Flüssigkeitsstrom-Erzeugungsobjekt zum Konvertieren potentieller Energie zu kinetische Energie durch Schwerkraft | - Öler |
|    | GQ |     | Gasstrom-Erzeugungsobjekt                                          | Erzeugungsobjekt für Gas | |
|    |    | GQA | Gaskompressor                                                      | Gasstrom-Erzeugungsobjekt zum Verdrängen eingeschlossener Gase zur Auslassseite | |
|    |    | GQB | Mechanischer Ventilator                                            | Gasstrom-Erzeugungsobjekt zum Steigern der Flussgeschwindigkeit durch mechanische Bewegung | - Luftvorhang - geschlossener Propellerlüfter - offener Propellerlüfter - Propeller - Käfigläuferlüfter                                                                                           |
|    |    | GQC | Gasstrahler                                                        | Gasstrom-Erzeugungsobjekt zum Übertragen der kinetischen Energie eines Eingangsstroms an einen Ausgangsstrom | |
|    | GR |     | Erzeugungsobjekt für durch Solarenergie erzeugte Wärmeenergie      | Erzeugungsobjekt für durch Solarenergie erzeugte Wärmeenergie | |
|    |    | GRA | Solarpanel                                                         | Erzeugungsobjekt für durch Solarenergie erzeugte Wärmeenergie in einem thermischen Flüssigkeitsdurchfluss | - Flachsolarpanel |
|    |    | GRB | Solarturm                                                          | Erzeugungsobjekt für durch Solarenergie erzeugte Wärmeenergie, das einen Flüssigkeitsdurchfluss erzeugt | |
| H  |    |     | Stoffbearbeitungsobjekt                                            | Objekt zur Behandlung von Stoffen | |
|    | HJ |     | Urformobjekt                                                       | Stoffbearbeitungsobjekt durch Urformen | |
|    |    | HJA | Gießwerkzeug                                                       | Urformobjekt aus flüssigem Anfangsmaterialzustand | - 3D-Drucker |
|    |    | HJB | Presse                                                             | Urformobjekt aus festem Anfangsmaterialzustand | - 3D-Drucker - Spanplattenpresse - Sinterpresse |
|    | HK |     | Oberflächenbehandlungsobjekt                                       | Stoffbearbeitungsobjekt für Oberflächenbehandlung | |
|    |    | HKA | Oberflächenvorbereitungsmaschine                                   | Oberflächenbehandlungsobjekt durch Vorbereitung | - Geschirrspüler - Staubsauger - Dusche - Ultraschall-Entfetter - Dampf-Entfetter - Fensterwischer                                                                                                |
|    |    | HKB | Oberflächenmodifkationsmaschine                                    | Oberflächenbehandlungsobjekt durch Modifikation | - Poliermaschine - Hämmermaschine - Polierer - Sandpapier - Drahtbürste |
|    |    | HKC | Oberflächenbeschichtungmaschine                                    | Oberflächenbehandlungsobjekt durch Beschichtung | - Luftpistole - Eloxierer - elektrostatische Beschichtungsmaschine - Ölbeschichtungsmaschine |
|    | HL |     | Montierobjekt                                                      | Stoffbearbeitungsobjekt durch Fügen oder Montieren | |
|    |    | HLA | Montageroboter                                                     | Montierobjekt zur physikalischen Montage | |
|    |    | HLB | Mechanische Fügemaschine                                           | Montierobjekt zum mechanischen Fügen | - Crimpmaschine - Reibschweißmaschine - Druck-/Kaltschweißer - Ultraschallschweißmaschine |
|    |    | HLC | Thermalschweißmaschine                                             | Montierobjekt zum thermischen Fügen | - Lichtbogenschweißgerät - Induktionslötmaschine - Lötmaschine |
|    |    | HLD | Chemische Fügemaschine                                             | Montierobjekt zum chemischen Fügen | - Klebmaschine |
|    | HM |     | Krafttrennobjekt                                                   | Stoffbearbeitungsobjekt zum erzwungenen Trennen vermischter Substanzen | |
|    |    | HMA | Absetzbecken                                                       | Krafttrennobjekt zum Trennen von Partikeln durch Gravitation | |
|    |    | HMB | Zentrifuge                                                         | Krafttrennobjekt zum Rotieren von Substanzen in einer Rotationskammer | |
|    |    | HMC | Zyklon                                                             | Krafttrennobjekt zum Rotieren von Substanzen in einer festen Kammer | - Hydrozyklon |
|    | HP |     | Thermisches Trennobjekt                                            | Stoffbearbeitungsobjekt zum thermischen Trennen vermischter Substanzen | |
|    |    | HPA | Trockner                                                           | Thermisches Trennobjekt zum Entfernen von Feuchtigkeit | |
|    |    | HPB | Destilliersäule                                                    | Thermisches Trennobjekt zur Erzeugung der Dampfform einer Flüssigkeit | - Destilliergerät - Verdampfer |
|    | HQ |     | Mechanisches Trennobjekt                                           | Stoffbearbeitungsobjekt zum mechanischen Trennen von vermischten Substanzen | |
|    |    | HQA | Abstreifer                                                         | Mechanisches Trennobjekt zum Entfernen von Substanzen von der Oberfläche von Flüssigkeiten | |
|    |    | HQB | Trenngitter                                                        | Mechanisches Trennobjekt für Partikel basierend auf deren Größe und/oder Form | - Beutelfilter - Filter - Rechen - Sack |
|    | HR |     | Elektrisches oder magnetisches Trennobjekt                         | Stoffbearbeitungsobjekt zum elektromagnetischen Trennen von vermischten Substanzen | |
|    |    | HRA | Elektrostatischer Separator                                        | Elektrisches oder magnetisches Trennobjekt mit einem elektrischen Feld | - elektrostatischer Filter |
|    |    | HRB | Magnetabscheider                                                   | Elektrisches oder magnetisches Trennobjekt mit einem magnetischen Feld | |
|    | HS |     | Chemisches Trennobjekt                                             | Stoffbearbeitungsobjekt zum chemischen Trennen von vermischten Substanzen | |
|    |    | HSA | Ionenaustauscher                                                   | Chemisches Trennobjekt zum Ionenaustausch | - Elektrolysator |
|    |    | HSB | Absorber                                                           | Chemisches Trennobjekt zur Absorption | - Absorptionswäscher |
|    |    | HSC | Adsorber                                                           | Chemisches Trennobjekt zur Adsorption | |
|    | HU |     | Schleif- und Zerkleinerungsobjekt                                  | Stoffbearbeitungsobjekt, mit dem festes Material zerkleinert wird | |
|    |    | HUA | Schneidemaschine                                                   | Schleif- und Zerkleinerungsobjekt für weiche, mittelharte, fasrige und feste Stoffe | - Abfallzerkleinerer |
|    |    | HUB | Mühle                                                              | Schleif- und Zerkleinerungsobjekt zum Verarbeiten von Teilen in präzise Größen und Formen | - Getreidemühle - Wassermühle |
|    |    | HUC | Brechwerk                                                          | Schleif- und Zerkleinerungsobjekt für Steine | - Steinbrecher |
|    | HV |     | Anhäufungsobjekt                                                   | Stoffbearbeitungsobjekt, mit dem größere Formen von Material erzeugt werden | |
|    |    | HVA | Pelletiergerät                                                     | Anhäufungsobjekt zum Komprimieren oder Formen eines Materials in Pelletform | |
|    |    | HVB | Flokkuliergerät                                                    | Anhäufungsobjekt zum Ermöglichen eines Prozesses, bei dem Kolloide in Flockenform gebracht werden | - Flokkulierapparat |
|    | HW |     | Mischobjekt                                                        | Stoffbearbeitungsobjekt, mit dem verschiedene Substanzen gemischt werden | |
|    |    | HWA | Mischer                                                            | Mischobjekt, mit dem aus einer Substanz eine andere Substanz mit neuen Eigenschaften erzeugt wird | - Knetmaschine |
|    |    | HWB | Befeuchter                                                         | Mischobjekt zur Erzeugung einer feuchten gasförmigen Substanz | |
|    | HX |     | Reaktionsobjekt                                                    | Stoffbearbeitungsobjekt, mit dem durch chemische oder biologische Reaktion neues Material erzeugt wird | |
|    |    | HXA | Chemiereaktor                                                      | Reaktionsobjekt zum Erzeugen und Kontrollieren einer chemischen Reaktion | - Vergaser |
|    |    | HXB | Fermentierer                                                       | Reaktionsobjekt zum Erzeugen und Kontrollieren einer biologischen Reaktion | |
| K  |    |     | Informationsverarbeitungsobjekt                                    | Objekt zur Verarbeitung von Eingangssignalen und Bereitstellung eines geeigneten Ausgangs | |
|    | KE |     | Elektrische Signale verarbeitendes Objekt                          | Informationsverarbeitendes Objekt zur Verarbeitung elektrischer Signale | |
|    |    | KEA | Computer                                                           | Elektrisches Signalverarbeitungsobjekt zur Bedienung durch Menschen | - PC - Personal-Computer - Tablet-Computer |
|    |    | KEC | Kommunikationsgerät                                                | Elektrisches Signalverarbeitungsobjekt zur Eingabe/Ausgabe in | - Ethernet-Karte - FireWire-Karte |
|    |    | KEB | Steuerungseinheit                                                  | Elektrisches Signalverarbeitungsobjekt zur Steuerung von Geräten ohne Bedienung durch Menschen | - Zentrale Verarbeitungseinheit (CPU) - Distanzschutz- und steuereinheit - speicherprogrammierbare Steuerung (SPS) - Fernbedienungsmodul (RTU) - Synchronisierungsgerät - Synchronisierungsrelais |
|    |    | KEC | Kommunikationsgerät                                                | Elektrisches Signalverarbeitungsobjekt zur Eingabe/Ausgabe in Geräten ohne Bedienung durch Menschen | - Ethernet-Karte - FireWire-Karte - I/O-Gerät - I/O-Modul - USB-Karte |
|    |    | KED | Router                                                             | Elektrisches Signalverarbeitungsobjekt zur Weiterleitung von Signalen zwischen Datennetzen ohne Bedienung durch Menschen | - Datennetz-Gateway - Firewall - Sicherheitsgerät |
|    |    | KEE | Kartenschreibgerät                                                 | Elektrisches Signalverarbeitungsobjekt zum Speichern der Informationen, die durch die Eingabe eines Speichergeräts bereitgestellt wurden, ohne Bedienung durch Menschen | - CD-Brenner - Schreibgerät für optische Platten - Tonbandgerät |
|    | KF |     | Elektrische Signale weiterleitendes Objekt                         | Informationsverarbeitendes Objekt zur Weiterleitung elektrischer Signale | |
|    |    | KFA | Relais                                                             | Elektrische Signale weiterleitendes Objekt zur verzögerungsfreien Weiterleitung | - Koppler |
|    |    | KFB | Zeitrelais                                                         | Elektrische Signale weiterleitendes Objekt zur verzögerten Weiterleitung | |
|    |    | KFC | Repeater                                                           | Elektrische Signale weiterleitendes Objekt zur Umwandlung des Eingangssignals in ein verstärktes Ausgangssignal | |
|    |    | KFD | Elektrische Netzwerkbrücke                                         | Elektrische Signale weiterleitendes Objekt zur Überbrückung mehrerer Datennetzwerksegmente | |
|    |    | KFE | Elektrischer Netzwerkschalter                                      | Elektrische Signale weiterleitendes Objekt zum Weiterleiten der Eingabe an bestimmte Geräte innerhalb eines Datennetzwerks | |
|    | KG |     | Optisches Signalobjekt                                             | Informationsverarbeitendes Objekt für optische Signale | |
|    |    | KGA | Optischer Netzwerkschalter                                         | Optisches Signalobjekt zum Weiterleiten der Eingabe an bestimmte Geräte innerhalb eines optischen Netzwerks | |
|    |    | KGB | Optischer Router                                                   | Optisches Signalobjekt zum Weiterleiten von Datenpaketen zwischen Computernetzwerken | |
|    |    | KGC | Optischer Repeater                                                 | Optisches Signalobjekt zur Umwandlung des Eingangssignals in ein verstärktes Ausgangssignal | |
|    | KH |     | Fluidisches Signalobjekt                                           | Informationsverarbeitendes Objekt für fluidische Signale | |
|    |    | KHA | Flüssigkeitsregler                                                 | Flüssigkeitssignalobjekt zur Rückkopplungskontrolle | |
|    |    | KHB | Steuerventil                                                       | Flüssigkeitssignalobjekt zur Weiterleitung von Signalen | |
|    | KJ |     | Mechanisches Signalobjekt                                          | Informationsverarbeitendes Objekt für mechanische Signale | |
|    |    | KJA | Mechanischer Regler                                                | Mechanisches Signalobjekt zur Anpassung eines Luftoder Flüssigkeitsflusses | |
|    |    | KJB | Schließzylinder                                                    | Mechanisches Signalobjekt zum Sperren/Entsperren eines Verriegelungsmechanismus | |
|    |    | KJC | Schlüsselcode-Gerät                                                | Mechanisches Signalobjekt zur Erzeugung eines binären Zustands eines mechanischen Geräts | |
|    | KZ |     | Mehrfach-Signalobjekt                                              | Informationsverarbeitendes Objekt für mehrere Signale | |
|    |    | KZA | Mehrfachschalter                                                   | Mehrfach-Signalobjekt zum Weiterleiten des Eingangs in spezifische Geräte | |
| M  |    |     | Antriebsobjekt                                                     | Objekt zur Erzeugung mechanischer Bewegungen oder Kraft | |
|    | MA |     | Elektromagnetisches Rotationsantriebsobjekt                        | Antriebsobjekt in Form von Drehmoment, angetrieben durch elektromagnetische Kraft | |
|    |    | MAA | Elektromotor                                                       | Elektromagnetisches Rotationsantriebsobjekt zur Erzeugung einer kontinuierlichen Rotation | - Wechselstrommotor - Asynchron-Motor - Gleichstrommotor - Induktionsmotor - PM-Motor - Servomotor - Synchronmotor                                                                                |
|    |    | MAB | Schrittmotor                                                       | Elektromagnetisches Rotationsantriebsobjekt zur Erzeugung diskreter Rotationsschritte | |
|    | MB |     | Elektromagnetisches Linearantriebsobjekt                           | Antriebsobjekt in Form von linearer Kraft, angetrieben durch elektromagnetische Kraft | |
|    |    | MBA | Linearmotor                                                        | Elektromagnetisches Linearantriebsobjekt zur Erzeugung einer kontinuierlichen Bewegung | |
|    |    | MBB | Elektromagnet                                                      | Elektromagnetisches Linearantriebsobjekt zur Erzeugung diskreter Schritte | - Stellantrieb - Magnetventil |
|    | MC |     | Magnetkraft-Antriebsobjekt                                         | Antriebsobjekt, angetrieben durch magnetische Kraft | |
|    |    | MCA | Permanentmagnet                                                    | Magnetkraft-Antriebsobjekt mit Permanentmagnet | |
|    | MD |     | Piezoelektrisches Antriebsobjekt                                   | Antriebsobjekt, angetrieben durch piezoelektrische Kraft | |
|    |    | MDA | Piezoelektrischer Motor                                            | Piezoelektrisches Antriebsobjekt mit piezoelektrischem Kristall | - piezoelektrischer Aktor |
|    | ML |     | Durch mechanische Energie angetriebenes Objekt                     | Antriebsobjekt, angetrieben durch mechanische Energie | |
|    |    | MLA | Gravitationsenergieantrieb                                         | Durch mechanische Energie angetriebenes Objekt zur Freisetzung von Gravitationsenergie | - Achterbahn |
|    |    | MLB | Elastischer Energieantrieb                                         | Durch mechanische Energie angetriebenes Objekt zur Freisetzung von elastischer Energie | - federbetriebenes Gerät |
|    |    | MLC | Windturbine                                                        | Durch mechanische Energie angetriebenes Objekt in Form von kinetischer Energie in Luftgebläsen | |
|    |    | MLD | Wasserturbine                                                      | Durch mechanische Energie angetriebenes Objekt in Form von kinetischer Energie in fließendem Wasser | |
|    |    | MLE | Gasturbine                                                         | Durch mechanische Energie angetriebenes Objekt in Form von kinetischer Energie und Reaktionskraft in strömenden und/oder sich ausdehnenden Gasen | |
|    | MM |     | Flüssigkeitsbetriebenes Objekt                                     | Antriebsobjekt, angetrieben durch Flüssigkeitsverdrängung oder Druck | |
|    |    | MMA | Hydraulikzylinder                                                  | Flüssigkeitsbetriebenes Objekt, dessen Bewegung einem flüssigen Volumen entspricht | |
|    |    | MMB | Pneumatikzylinder                                                  | Flüssigkeitsbetriebenes Objekt: Bewegung zu Endpositionen abhängig vom Gasdruck | |
|    |    | MMC | Hydraulikmotor                                                     | Flüssigkeitsbetriebenes Objekt: Rotation durch eine fließende Flüssigkeit | |
|    |    | MMD | Pneumatikmotor                                                     | Flüssigkeitsbetriebenes Objekt zur Erzeugung von Rotation durch komprimiertes Gas | |
|    | MS |     | Verbrennungsmotor                                                  | Antriebsobjekt, angetrieben durch Verbrennung von Brennstoffen | |
|    |    | MSA | Ottomotor                                                          | Verbrennungsmotor mit Zylindern und Kolben, die durch Funkenzündung angetrieben werden | |
|    |    | MSB | Dieselmotor                                                        | Verbrennungsmotor mit Zylindern und Kolben, die durch Verdichtung angetrieben werden | |
|    |    | MSC | Wankelmotor                                                        | Verbrennungsmotor in einem kreisförmigen Gehäuse mit exzentrischem Rotationskolben, der durch Funkenzündung angetrieben werden | |
|    | MT |     | Wärmemaschine                                                      | Antriebsobjekt, angetrieben durch eine externe Wärmequelle | |
|    |    | MTA | Dampfmotor                                                         | Wärmemaschine, die ausgedehnten Dampf verwendet, der auf einen Kolben wirkt | |
|    |    | MTB | Stirling-Motor                                                     | Wärmemaschine mit zwei Kolben innerhalb eines erwärmten und eines gekühlten Zylinders oder Zylinderteils | |
| N  |    |     | Abdeckobjekt                                                       | Objekt zum teilweisen oder vollständigen Abdecken eines anderen Objekts | |
|    | NA |     | Füllobjekt                                                         | Abdeckungsobjekt durch Füllen einer Öffnung | |
|    |    | NAA | Scheibe                                                            | Füllobjekt, das Lichtdurchlass ermöglicht | |
|    |    | NAB | Panel                                                              | Füllobjekt, das den Durchlass von Licht und Feststoffen verhindert | |
|    |    | NAC | Gitter                                                             | Füllobjekt, das Flüssigkeitsdurchlass ermöglicht | |
|    |    | NAD | Abdichtungsmittel                                                  | Füllobjekt, das Flüssigkeitsdurchlass verhindert | - Dichtung - Buchse - Mörtel |
|    | NB |     | Schließungsobjekt                                                  | Abdeckungsobjekt durch Schließen einer Öffnung | |
|    |    | NBA | Türflügel                                                          | Schließungsobjekt für eine Tür | |
|    |    | NBB | Flügel einer großen Tür                                            | Schließungsobjekt für eine große Tür | |
|    |    | NBC | Gehäuseklappe                                                      | Schließungsobjekt in einer Umschließung | - Kabinentür - Schranktür - Wartungsklappe - Tankdeckel |
|    |    | NBD | Torflügel                                                          | Schließungsobjekt für ein Tor | |
|    |    | NBE | Lukenabdeckung                                                     | Schließungsobjekt für eine Luke | - Blende - Gehäusedeckel |
|    | NC |     | Abschlussobjekt                                                    | Abdeckungsobjekt durch Abschlussstrukturen | |
|    |    | NCA | Pflaster                                                           | Endabschlussobjekt für einen Bürgersteig | |
|    |    | NCB | Wandabdeckung                                                      | Endabschlussobjekt für eine Wand | |
|    |    | NCC | Bodenbelag                                                         | Endabschlussobjekt für einen Boden | |
|    |    | NCD | Deckenschicht                                                      | Endabschlussobjekt für eine Decke | |
|    |    | NCE | Bedachung                                                          | Endabschlussobjekt für ein Dach | |
|    |    | NCF | Fenstersims                                                        | Endabschlussobjekt für eine Öffnung | - Fensterbrett |
|    |    | NCG | Pflanzenmatte                                                      | Endabschlussobjekt für eine bewachsene Fläche | - Rasenboden |
|    |    | NCH | Oberflächenformobjekt                                              | Endabschlussobjekt zur Bildung der äußeren Form eines Objekts | - Luftfahrzeugverkleidung - Luftfahrzeugbeplankung - Rumpfverkleidung - Kraftfahrzeugkarosserieteile - Cockpitverkleidung - Motorradverkleidung - unbelastete Rumpfplatte                         |
|    | ND |     | Abschließungsobjekt                                                | Abdeckungsobjekt zum Abschließen eines anderen Objekts | |
|    |    | NDA | Bordsteinkante                                                     | Abschließungsobjekt zur Begrenzung der Bürgersteigkante oder eines bewachsenen Bereichs | - Rasenkante - Pflanzenbeetkante |
|    |    | NDB | Krone                                                              | Abschließungsobjekt zur Begrenzung der Kante einer Wand | - Umbördelung - Wandoberseite |
|    |    | NDC | Zwischenbodenkante                                                 | Abschließungsobjekt zur Begrenzung der Kante eines Bodens | |
|    |    | NDD | Deckenkante                                                        | Abschließungsobjekt zur Begrenzung der Kante einer Decke | |
|    |    | NDE | Stirnbrett                                                         | Abschließungsobjekt zur Begrenzung der Kante eines Dachs | - Ortgang |
|    | NE |     | Verdeckungsobjekt                                                  | Abdeckungsobjekt zum Verdecken von Fugen und Übergängen | |
|    |    | NEA | Deckenverkleidung                                                  | Verdeckungsobjekt zwischen einer Wand und Decke | |
|    |    | NEB | Fußleiste                                                          | Verdeckungsobjekt zwischen einer Wand und einem Boden | - Sockelleiste |
|    |    | NEC | Wandeckenverkleidung                                               | Verdeckungsobjekt zwischen zwei Wänden | |
|    |    | NED | Abdeckblech                                                        | Verdeckungsobjekt auf einem Dach | - Traufe - Firstabdeckung - Dachabdeckblech |
|    |    | NEE | Auskleidung                                                        | Verdeckungsobjekt um eine Öffnung herum | - Architrav - Muffe |
| P  |    |     | Präsentierobjekt                                                   | Objekt zur Bereitstellung wahrnehmbarer Informationen | |
|    | PF |     | Sichtbare Zustandsanzeige                                          | Präsentierobjekt in sichtbarer Form diskreter Zustände | |
|    |    | PFA | Signallampe                                                        | Sichtbare Zustandsanzeige unter Verwendung von Licht | - Verkehrslichtzeichen |
|    |    | PFB | Stellungsanzeiger                                                  | Sichtbare Zustandsanzeige unter Verwendung mechanischer Positionen | |
|    | PG |     | Skalaranzeige                                                      | Präsentierobjekt in sichtbarer Form einer einzelnen Skalarvariablen | |
|    |    | PGA | Spannungsmessinstrument                                            | Skalaranzeige zur Anzeige elektrischer Spannung | |
|    |    | PGB | Widerstandsanzeige                                                 | Skalaranzeige zur Anzeige von Widerstand oder Leitfähigkeit | |
|    |    | PGC | Amperemeter                                                        | Skalaranzeige zur Anzeige von Strom | |
|    |    | PGD | Dichteanzeige                                                      | Skalaranzeige zur Anzeige von Dichte | |
|    |    | PGE | Feldanzeige                                                        | Skalaranzeige zur Anzeige eines Felds | |
|    |    | PGF | Durchflussmesser                                                   | Skalaranzeige zur Anzeige von Durchfluss | |
|    |    | PGG | Dimensionsanzeige                                                  | Skalaranzeige zur Anzeige einer räumlichen Dimension und/oder Position | - Winkelanzeige - Positionsanzeige |
|    |    | PGH | Energiezähler                                                      | Skalaranzeige zur Anzeige von Energie | - Blindverbrauchszähler - Wattstundenzähler |
|    |    | PGJ | Leistungsmessinstrument                                            | Skalaranzeige zur Anzeige elektrischer Energie | - Blindleistungsmessgerät |
|    |    | PGK | Uhr                                                                | Skalaranzeige zur Anzeige von Zeit | |
|    |    | PGL | Füllstandsanzeige                                                  | Skalaranzeige zur Anzeige von Füllständen | - Sichtglas |
|    |    | PGM | Feuchteanzeige                                                     | Skalaranzeige zur Anzeige von Feuchte | - Hygrometer |
|    |    | PGP | Druckanzeige                                                       | Skalaranzeige zur Anzeige von Druck | - Barometer - Manometer |
|    |    | PGQ | Konzentrationsanzeige                                              | Skalaranzeige zur Anzeige von Substanzkonzentration | |
|    |    | PGR | Elektromagnetwellenanzeige                                         | Skalaranzeige zur Anzeige von Strahlung | |
|    |    | PGS | Frequenzmessgerät                                                  | Skalaranzeige zur Anzeige eines Zeitbereichs | |
|    |    | PGT | Temperaturanzeige                                                  | Skalaranzeige zur Anzeige von Temperatur | |
|    |    | PGV | Cos-phi-Meter                                                      | Skalaranzeige zur Anzeige des Unterschieds zwischen Wirkleistung und Blindleistung | |
|    |    | PGW | Kraftanzeige                                                       | Skalaranzeige zur Anzeige von Gewicht, Kraft oder Drehmoment | |
|    |    | PGX | Audiospektrometer                                                  | Skalaranzeige zur Anzeige von Schall | |
|    |    | PGZ | Mengenmessgerät                                                    | Skalaranzeige zur Anzeige der Anzahl an Ereignissen | |
|    | PH |     | Grafische Anzeige                                                  | Präsentierobjekt in sichtbarer Form durch Bilder, Symbole, Text oder physikalische Eigenschaften | |
|    |    | PHA | Display                                                            | Grafische Anzeige mit dynamischer Oberfläche | - Tafel - Whiteboard - Bildschirm |
|    |    | PHB | Projektor                                                          | Grafische Anzeige mit an einem anderen Ort dargestellter dynamischer Oberfläche | |
|    |    | PHC | Drucker                                                            | Grafische Anzeige auf gedruckten Medien | |
|    |    | PHD | Schild                                                             | Grafische Anzeige in statischer Form auf seiner eigenen Oberfläche | - Verkehrszeichen |
|    |    | PHE | Kennzeichnung                                                      | Grafische Anzeige in statischer Form auf der Oberfläche eines anderen Objekts | |
|    |    | PHF | Markierungspfosten                                                 | Grafische Anzeige in statischer Form aufgrund seiner physikalischen Eigenschaften | - Referenzpunkt |
|    | PJ |     | Akustisches Gerät                                                  | Präsentationsobjekt in hörbarer Form | |
|    |    | PJA | Lautsprecher                                                       | Akustisches Gerät unter Verwendung der Bewegung einer Membran | |
|    |    | PJB | Hupe                                                               | Akustisches Gerät unter Verwendung eines Luftstroms | |
|    |    | PJC | Klingel                                                            | Akustisches Gerät unter Verwendung von mechanischer Anregung des Objekts | |
|    | PK |     | Taktiles Gerät                                                     | Präsentationsobjekt in taktiler Form | |
|    |    | PKA | Vibrator                                                           | Taktiles Gerät für diskrete Zustände durch Vibration | |
|    |    | PKB | Braille-Zeichen                                                    | Taktiles Gerät für statische Informationen | - Straßenrillen |
|    |    | PKC | Warnung vor lichter Höhe                                           | Taktiles Gerät für überlagernde Hindernisse | |
|    | PL |     | Ornamentobjekt                                                     | Präsentationsobjekt in Ornamentform | |
|    |    | PLA | Sims                                                               | Ornamentobjekt als Trennung zwischen zwei Bereichen | |
|    |    | PLB | Figur                                                              | Ornamentobjekt als räumliche Darstellung von etwas | |
|    |    | PLC | Fries                                                              | Ornamentobjekt als herausragende Gebilde und/oder dekorative Elemente an einer Wand | - Pilaster - Stuck |
|    |    | PLD | Bild                                                               | Ornamentobjekt zur Darstellung, Illustrierung oder Reproduktion eines sichtbaren Objekts auf einer Oberfläche | |
|    |    | PLE | Teppich                                                            | Ornamentobjekt in Form eines Stoffs, mit dem ein Teil eines anderen Objekts abgedeckt wird | |
|    | PZ |     | Mehrfachpräsentierobjekt                                           | Präsentationsobjekt in mehreren Formen | |
|    |    | PZA | Audiovisueller Alarm                                               | Mehrfachpräsentierobjekt für diskrete Zustände | |
|    |    | PZB | Fernsehgerät                                                       | Mehrfachpräsentierobjekt für mehrere Informationen | |
| Q  |    |     | Steuerungsobjekt                                                   | Objekt zur Steuerung von Zugang oder Durchfluss | |
|    | QA |     | Stromsteuerungsobjekt                                              | Steuerobjekt für elektrischen Strom in einem Schaltkreis | |
|    |    | QAA | Schütz                                                             | Stromsteuerungsobjekt in mechanischer Form nur unter normalen Betriebsbedingungen | - Motoranlasser |
|    |    | QAB | Schutzschalter                                                     | Stromsteuerungsobjekt in mechanischer Form unter normalen und unnormalen Betriebsbedingungen | - Motoranlasser |
|    |    | QAC | Elektronischer Leistungsschalter                                   | Stromsteuerungsobjekt in elektronischer Form | - Defibrillator - Motoranlasser - Solid-State-Leistungstransistor - Thyristor - Röhrenleistungstransistor                                                                                         |
|    | QB |     | Elektrisches Trennobjekt                                           | Steuerobjekt durch Trennen elektrischer Stromkreise | |
|    |    | QBA | Sicherungsloser Trennschalter                                      | Elektrisches Trennobjekt nur zur mechanischen Isolation des nachgeschalteten Kreises vom vorgeschalteten Kreis | - Trennschalter - Lasttrennschalter |
|    |    | QBB | Gesicherter Trennschalter                                          | Elektrisches Trennobjekt zur mechanischen Isolation des nachgeschalteten Kreises vom vorgeschalteten Kreis und mit einer integrierten Sicherung | - Sicherungstrennschalter - Trennsicherung |
|    | QC |     | Elektrisches Erdungsobjekt                                         | Steuerobjekt durch Erdung elektrischer Stromkreise | |
|    |    | QCA | Erdungsschalter                                                    | Elektrisches Erdungsobjekt zum Anschluss von elektrischen Kreisen an Masse | |
|    | QM |     | Schaltobjekt für eingeschlossene Flüssigkeiten                     | Steuerobjekt zum Aktivieren/Deaktivieren von Flüssigkeiten in verschlossenen Umschließungen | |
|    |    | QMA | Flüssigkeitsabsperrventil                                          | Schaltobjekt für eingeschlossene Flüssigkeiten in Flüssigkeitsströmen | - Absperrhahn - Hahn - Stopfen |
|    |    | QMB | Gasabsperrventil                                                   | Schaltobjekt für eingeschlossene Flüssigkeiten in Gasströmen | - Ein-Aus-Klappe - Stopfen |
|    | QN |     | Variierobjekt für eingeschlossene Flüssigkeiten                    | Steuerobjekt zum Variieren des Flüssigkeitsstroms in verschlossenen Umschließungen | |
|    |    | QNA | Flüssigkeitssteuerventil                                           | Variierobjekt für eingeschlossene Flüssigkeiten in Flüssigkeitsströmen | |
|    |    | QNB | Gassteuerventil                                                    | Variierobjekt für eingeschlossene Flüssigkeiten in Gasströmen | - Steuerklappe |
|    | QP |     | Steuerobjekt für offenen Fluss                                     | Steuerobjekt für Flüssigkeiten in einer offenen Umgebung | |
|    |    | QPA | Schleusentor                                                       | Steuerobjekt für offenen Fluss zum Variieren oder An-/Ausschalten | - Dammplatte - Flüssigkeitsdurchgang |
|    |    | QPB | Vortexgenerator                                                    | Steuerobjekt für offenen Fluss zum Leiten eines Flusses durch ein festes Mittel | - Stringer - Grenzschichtzaun Tragflügel - Turbulator - Wirbelerzeuger |
|    |    | QPC | Ruder                                                              | Steuerobjekt für offenen Fluss zum Leiten eines Flusses durch ein veränderliches Mittel | |
|    | QQ |     | Raumzugangsobjekt                                                  | Steuerobjekt für einen Raum | |
|    |    | QQA | Fenster                                                            | Raumzugangsobjekt nur für Lichteintritt | |
|    |    | QQB | Fenstereinheit                                                     | Raumzugangsobjekt für Eintritt von Licht und Personen | |
|    |    | QQC | Tür                                                                | Raumzugangsobjekt zur Durchquerung durch Personen in aufrechter Position | |
|    |    | QQD | Luke                                                               | Raumzugangsobjekt von eingeschränkter Größe zur Durchquerung durch Personen und Güter | - Notluke |
|    |    | QQE | Große Tür                                                          | Raumzugangsobjekt von erweiterter Größe zur Übertragung von Objekten | |
|    |    | QQF | Tor                                                                | Raumzugangsobjekt, teilweise | - Riegel zum Öffnen |
|    |    | QQG | Vorlegerblock                                                      | Raumzugangsobjekt zum Blockieren des Zugangs zu einem Gleis | |
|    | QR |     | Variierobjekt für feste Substanzen                                 | Steuerobjekt für feste Substanzen | |
|    |    | QRA | Luftschleusen-Drehventil                                           | Variierobjekt für feste Substanzen mit rotierenden Kammern | - Dosierer |
|    |    | QRB | Irisventil                                                         | Variierobjekt für feste Substanzen mit Iris-Öffnung | - Dosierer |
|    |    | QRC | Klappenventil                                                      | Variierobjekt für feste Substanzen mit Scharnierklappe oder Scheibe | - Dosierer |
|    | QS |     | Objekt zur Steuerung mechanischer Bewegungen                       | Steuerobjekt für mechanische Bewegung | |
|    |    | QSA | Schloss                                                            | Objekt zur Steuerung mechanischer Bewegungen zum Blockieren | - Verriegelungsgerät |
|    |    | QSB | Gleisschalter                                                      | Objekt zur Steuerung mechanischer Bewegungen zum Umschalten zwischen unterschiedlichen Gleisen | - Eisenbahnweiche |
|    | QZ |     | Steuerobjekt mit mehreren Maßnahmen                                | Steuerobjekt in Stromkreisen unter Verwendung verschiedener Maßnahmen | |
|    |    | QZA | Erdungs- und Trennschalter                                         | Steuerobjekt mit mehreren Maßnahmen zum Erden oder Trennen von elektrischen Stromkreisen | |
| R  |    |     | Begrenzungsobjekt                                                  | Objekt zur Begrenzung oder Stabilisierung | |
|    | RA |     | Elektrizitätsbegrenzungsobjekt                                     | Begrenzungsobjekt durch Einschränken des elektrischen Energieflusses | |
|    |    | RAA | Diode                                                              | Elektrizitätsbegrenzungsobjekt zum Blockieren des Stromflusses in eine Richtung | |
|    |    | RAB | Reaktor                                                            | Elektrizitätsbegrenzungsobjekt zum Erzeugen von Induktivität in einem Stromkreis | - Begrenzer - Reihendrosselspule |
|    |    | RAC | Widerstand                                                         | Elektrizitätsbegrenzungsobjekt zum Erzeugen von Widerstand in einem Stromkreis | |
|    | RB |     | Elektrizitätsstabilisierungsobjekt                                 | Begrenzungsobjekt durch Stabilisation eines elektrischen Energieflusses | |
|    |    | RBA | Unterbrechungsfreie Stromversorgung                                | Elektrizitätsstabilisierungsobjekt zum Sicherstellen einer kontinuierlichen Stromversorgung | - USV |
|    |    | RBB | Leistungsfilter                                                    | Elektrizitätsstabilisierungsobjekt zum Unterdrücken eines definierten Frequenzbereichs innerhalb eines Stromflusses | |
|    |    | RBC | Phasenkompensator                                                  | Elektrizitätsstabilisierungsobjekt zum Bereitstellen von reaktiver Leistung | - Leistungsfaktorkorrektursystem - Leistungsfaktorkorrektureinheit - Spannungskompensator |
|    |    | RBD | Leistungsausgleicher                                               | Elektrizitätsstabilisierungsobjekt zum Unterdrücken oder Verstärken mehrerer Frequenzbereiche innerhalb eines Stromflusses | |
|    | RF |     | Signalstabilisierungsobjekt                                        | Begrenzungsobjekt zur Stabilisierung eines Signals | |
|    |    | RFA | Signalausgleicher                                                  | Signalstabilisierungsobjekt zum Unterdrücken oder Verstärken mehrerer Frequenzbereiche des Signals | |
|    |    | RFB | Signalfilter                                                       | Signalstabilisierungsobjekt zum Unterdrücken eines definierten Frequenzbereichs des Signals | - Ferrit |
|    | RL |     | Bewegungsbegrenzungsobjekt                                         | Begrenzungsobjekt zur Begrenzung von Bewegung | |
|    |    | RLA | Sicherheitskette                                                   | Bewegungsbegrenzungsobjekt zum Einschränken der Bewegung eines Objekts | - Türkette - Ankerschiene |
|    |    | RLB | Stoßdämpfer                                                        | Bewegungsbegrenzungsobjekt zum Verringern und Dämpfen von Bewegungen eines Objekts | - Gummitülle |
|    |    | RLC | Bremse                                                             | Bewegungsbegrenzungsobjekt zum Reduzieren der Geschwindigkeit oder zum Stoppen eines anderen Objekts | |
|    |    | RLD | Bodenschwelle                                                      | Bewegungsbegrenzungsobjekt zum Verhindern von hohen Geschwindigkeiten eines anderen Objekts | |
|    | RM |     | Rückflussbegrenzungsobjekt                                         | Begrenzungsobjekt zur Begrenzung des Rückflusses von Stoffen | |
|    |    | RMA | Rückschlagventil                                                   | Rückflussbegrenzungsobjekt für Flüssigkeiten | |
|    |    | RMB | Klappe                                                             | Rückflussbegrenzungsobjekt für Gase | |
|    |    | RMC | Klappe                                                             | Rückflussbegrenzungsobjekt für Feststoffe | |
|    |    | RMD | Geruchsverschluss                                                  | Rückflussbegrenzungsobjekt für Gerüche | |
|    | RN |     | Durchflussbegrenzer                                                | Begrenzungsobjekt zur Begrenzung des geführten Rückflusses von Stoffen | |
|    |    | RNA | Regelventil                                                        | Durchflussbegrenzer für Flüssigkeiten durch einstellbare Mittel | - Absperrhahn - Dusche - Duschkopf |
|    |    | RNB | Regelklappe                                                        | Durchflussbegrenzer für Gase durch einstellbare Mittel | - einstellbare Düse - Lufteinlass - Luftauslass - Lüftereinlass - Lüfterauslass |
|    |    | RNC | Regelventil für Feststoffe                                         | Durchflussbegrenzer für Feststoffe durch einstellbare Mittel | |
|    |    | RND | Diffusor                                                           | Durchflussbegrenzer durch feste Mittel | - feste Düse - Messblende - Dusche - Duschkopf |
|    | RQ |     | Lokales Klimastabilisierungsobjekt                                 | Beschränkungsobjekt für die lokale Umgebung | |
|    |    | RQA | Isolierung                                                         | Lokales Klimastabilisierungsobjekt zum Beschränken einer thermischen oder akustischen Übertragung | - Ausmauerung |
|    |    | RQB | Membran                                                            | Lokales Klimastabilisierungsobjekt zum Stabilisieren eines Flüssigkeits-, Feuchtigkeits-, Wind- oder Materialstroms | - Klimamembran |
|    |    | RQC | Lärmschutzwand                                                     | Lokales Klimastabilisierungsobjekt zum Stabilisieren und Abschirmen von Schall | - Lärmschutz - Schallwand |
|    |    | RQD | Blende                                                             | Lokales Klimastabilisierungsobjekt zum Beschränken von Wind, Niederschlag oder Strahlung | |
|    |    | RQE | Vorhang                                                            | Lokales Klimastabilisierungsobjekt durch Beschränken der Übertragung von Licht mithilfe von Textilien | |
|    |    | RQF | Jalousie                                                           | Lokales Klimastabilisierungsobjekt durch Beschränken der Übertragung von Licht mithilfe von eng aneinanderliegenden, einstellbaren Jalousien | |
|    |    | RQG | Fensterläden                                                       | Lokales Klimastabilisierungsobjekt durch Beschränken der Übertragung von Licht mithilfe einer externen Abdeckung | |
|    |    | RQH | Unkrautbekämpfungsvlies                                            | Lokales Klimastabilisierungsobjekt zum Verhindern von Unkrautwuchs | |
|    |    | RQJ | Sichtschutzwand                                                    | Lokales Klimastabilisierungsobjekt zum Beschränken von Sicht und Schall | |
|    | RU |     | Zutrittsbegrenzungsobjekt                                          | Begrenzungsobjekt zur Zutrittsbegrenzung | |
|    |    | RUA | Zaun                                                               | Zutrittsbegrenzungsobjekt mit horizontaler, länglichen Barriere mit vertikaler Ausdehnung | |
|    |    | RUB | Beweglicher Balken                                                 | Zutrittsbegrenzungsobjekt mit beweglichem horizontalem Balken | - Schranke |
|    |    | RUC | Drehkreuz                                                          | Zutrittsbegrenzungsobjekt mit drehender Barriere | - Zutrittsverwaltungsgerät - Einwege-Tür - Torvorrichtung - Ticket-Durchgang |
|    |    | RUD | Absperrpfosten                                                     | Zutrittsbegrenzungsobjekt mit Barriere mit beschränkter horizontaler und vertikaler Ausdehnung | |
|    |    | RUE | Nagerschutz                                                        | Zutrittsbegrenzungsobjekt zum Formen eines Pfads | - Rattenschutzgerät - Viehschutz |
|    |    | RUF | Vogelnetz                                                          | Zutrittsbegrenzungsobjekt in Form eines Netzes | |
| S  |    |     | Objekt zur menschlichen Interaktion                                | Objekt zum Erkennen einer menschlichen Handlung und Bereitstellung einer geeigneten Reaktion | |
|    | SF |     | Gesichtinteraktionsgerät                                           | Objekt zur menschlichen Interaktion zur Interaktion mit dem Gesicht | |
|    |    | SFA | Augenfokus-Lesegerät                                               | Gesichtinteraktionsgerät zur Erkennung von Gesichtsaktivität | - Augenbetätigung für Positionierungsvorgänge |
|    |    | SFB | Gesichtserkennungsgerät                                            | Gesichtinteraktionsgerät zur Gesichtserkennung | |
|    | SG |     | Handinteraktionsgerät                                              | Objekt zur menschlichen Interaktion zur Handbetätigung | |
|    |    | SGA | Drehgriff                                                          | Handinteraktionsgerät zum Drehen | - Potentiometer - Drehschalter |
|    |    | SGB | Griffhebel                                                         | Handinteraktionsgerät zum Greifen | - Aktivierungsgerät mit 2 oder 3 Stellungen - Zweihandsteuerung |
|    |    | SGC | Schiebegriff                                                       | Handinteraktionsgerät zum Drücken | - Notfallknopf - Zweihandsteuerung |
|    |    | SGD | Hebelstange                                                        | Handinteraktionsgerät zur Hebelbetätigung | |
|    |    | SGE | Zughebel                                                           | Handinteraktionsgerät zum Ziehen | - Notseilzug - mechanischer Hebel |
|    |    | SGF | Schlüssel                                                          | Handbetätigungsgerät zum Drehen eines passenden Schließzylinders oder Schließmechanismus | - Schlüsselschalter |
|    | SH |     | Fußinteraktionsgerät                                               | Objekt zur menschlichen Interaktion zur Fußbedienung | |
|    |    | SHA | Pedalschalter                                                      | Fußinteraktionsgerät zum Drücken mit dem Fuß | - Aktivierungsgerät mit 2 oder 3 Stellungen |
|    | SJ |     | Fingerinteraktionsgerät                                            | Objekt zur menschlichen Interaktion zur Fingerbetätigung | |
|    |    | SJA | Kippschalter                                                       | Fingerinteraktionsgerät zur Hebelbetätigung | - Schalter mit zwei Stellungen |
|    |    | SJB | Druckknopf                                                         | Fingerinteraktionsgerät zum Drücken | - Niederhalter - Tastatur - Druckschalter |
|    |    | SJC | Druckbetätiger                                                     | Fingerinteraktionsgerät zum Berühren | - Schalter mit zwei Stellungen - Touchpad |
|    |    | SJD | Drehrad                                                            | Fingerinteraktionsgerät mit Drehrad zum Drehen nach vorn oder hinten | |
|    | SK |     | Bewegungsinteraktionsgerät                                         | Manuelles Interaktionsobjekt zum Bewegen bzw. Positionieren | |
|    |    | SKA | Joystick                                                           | Bewegungsinteraktionsgerät mit beschränkten Positionierungs- und Auswahlvorgängen | - Kugelmaus |
|    |    | SKB | Maus                                                               | Bewegungsinteraktionsgerät mit unbeschränkten Positionierungs- und Auswahlvorgängen | - Lichtstift |
|    | SZ |     | Mehrfachinteraktionsgerät                                          | Objekt zur menschlichen Interaktion mit mehreren Interaktionsmitteln | |
|    |    | SZA | Bedienfeld                                                         | Mehrfachinteraktionsgerät, das manuelle Mittel einbezieht | - Gamepad - Gamecontroller - Joypad |
| T  |    |     | Transformierobjekt                                                 | Objekt zum Transformieren | |
|    | TA |     | Stromtransformierendes Objekt                                      | Transformierobjekt für elektrische Energie bei Beibehaltung von Wechseloder Gleichstrom | |
|    |    | TAA | Transformator                                                      | Stromtransformierendes Objekt zum Wechsel von Wechselstrom zu Wechselstrom ohne Veränderung der Frequenz | - Trenntransformator |
|    |    | TAB | Gleichspannungswandler                                             | Stromtransformierendes Objekt zum Wechsel von Gleichstrom zu Gleichstrom | |
|    |    | TAC | Frequenzumrichter                                                  | Stromtransformierendes Objekt zum Wechsel von Wechselstrom zu Wechselstrom mit Veränderung der Frequenz | - Kraftantrieb |
|    |    | TAD | Phasenschieber                                                     | Stromtransformierendes Objekt zum Wechsel von Wechselstrom zu Wechselstrom mit Veränderung des Winkels zwischen Spannungen und Strömen | |
|    | TB |     | Stromkonvertierungsobjekt                                          | Transformierobjekt für elektrische Energie mit Änderung zwischen Wechsel- und Gleichstrom | |
|    |    | TBA | Stromrichter                                                       | Stromkonvertierungsobjekt zum Konvertieren von Wechselstrom zu Gleichstrom | - Stromversorgung |
|    |    | TBB | Wechselrichter                                                     | Stromkonvertierungsobjekt zum Konvertieren von Gleichstrom zu Wechselstrom | - Stromversorgung |
|    |    | TBC | Doppeltgerichteter Konverter                                       | Stromkonvertierungsobjekt zum Konvertieren von Wechselzu Gleichstrom oder von Gleichstrom zu Wechselstrom | |
|    | TC |     | Universelle Stromversorgung                                        | Transformierobjekt für elektrische Energie von Wechsel- und Gleichstrom zu Wechselstrom oder Gleichstrom | |
|    |    | TCA | Universelle Wechselsstromversorgung                                | Universelle Stromversorgung für Wechselstrom | - Stromversorgung |
|    |    | TCB | Universelle Gleichstromversorgung                                  | Universelle Stromversorgung für Gleichstrom | - Stromversorgung |
|    | TF |     | Signalkonvertierungsobjekt                                         | Transformierobjekt für Signale | |
|    |    | TFA | Verstärker                                                         | Signalkonvertierungsobjekt zum Beibehalten der Signalform | |
|    |    | TFB | Signalantenne                                                      | Signalkonvertierungsobjekt zwischen verdrahteter und unverdrahteter Form | - Antenne - Funkantenne - induktive Signalantenne - IR-Diode - IR-Sender - Oszillator - RF-Signalantenne                                                                                          |
|    |    | TFC | Signalumformer                                                     | Signalkonvertierungsobjekt zwischen zwei verdrahteten Formen | - Optokoppler - Umformer |
|    |    | TFD | Optischer Empfänger/Messwertgeber                                  | Signalkonvertierungsobjekt zwischen einer elektrischen und optischen Form | |
|    |    | TFE | Telefon                                                            | Signalkonvertierungsobjekt zwischen Schallwellen und elektrischen Signalen | - Handy - Mobiltelefon - Telefon |
|    | TL |     | Objekt zum Transformieren von mechanischer Energie                 | Transformierobjekt für mechanische Energie | |
|    |    | TLA | Getriebe                                                           | Objekt zum Transformieren von mechanischer Energie zur Veränderung der Geschwindigkeit | - Automatikgetriebe - Regelkupplung - Schaltgetriebe - Drehzahlwandler |
|    |    | TLB | Drehmomentwandler                                                  | Objekt zum Transformieren von mechanischer Energie zur Veränderung des Drehmoments | |
|    |    | TLC | Hebel                                                              | Objekt zum Transformieren von mechanischer Energie zur Veränderung der Kraft | |
|    | TM |     | Massereduktionsobjekt                                              | Transformierobjekt für Materie durch Massereduktion | |
|    |    | TMA | Bohrmaschine                                                       | Massereduktionsobjekt für mechanische Prozesse | - Bohrer - Schleifmaschine - Stanzmaschine - Säge - Drehmaschine |
|    |    | TMB | Thermische Trennvorrichtung                                        | Massereduktionsobjekt für thermische Prozesse | - Elektronenentladungs-Sägemaschine - Gasschneidemaschine - Plasmabogen-Schneidemaschine |
|    |    | TMC | Ätzmaschine                                                        | Massereduktionsobjekt für chemische Prozesse | - chemisches Eintauchgerät - chemisches Sprühgerät |
|    | TP |     | Materieumformungsobjekt                                            | Transformierobjekt für Materie durch Formänderung | |
|    |    | TPA | Schmiedemaschine                                                   | Materieumformungsobjekt zum Schmieden | - Kalteschmiedemaschine - Warmschmiedemaschine |
|    |    | TPB | Strangpresse                                                       | Materieumformungsobjekt zum Extrudieren | |
|    |    | TPC | Drahtziehmaschine                                                  | Materieumformungsobjekt zum Ziehen | - Rohrziehmaschine |
|    |    | TPD | Walzmaschine                                                       | Materieumformungsobjekt durch Rollen oder Walzen | - Rändelmaschine - Blechwalze - Schermaschine - Gewindeerzeugungsmaschine |
|    |    | TPE | Biegemaschine                                                      | Materieumformungsobjekt zum Biegen | - Bördelmaschine - Verschließmaschine |
|    |    | TPF | Elektromagnetische Umformmaschine                                  | Materieumformungsobjekt zum Erzeugen einer hohen Energierate | - elektrohydraulische Umformmaschine - Explosionsumformmaschine |
|    | TR |     | Pflanze                                                            | Transformierobjekt für Strahlung durch Photosynthese | |
|    |    | TRA | Baum                                                               | Pflanze mit einem einzelnen hölzernen Stamm | |
|    |    | TRB | Strauch                                                            | Pflanze mit mehreren hölzernen Stämmen | - Busch |
|    |    | TRC | Ranker                                                             | Pflanze mit langen Trieben und Kletterorganen | |
|    |    | TRD | Kraut                                                              | Pflanze, die nicht hölzern oder nur geringfügig hölzern ist | - Blume - Gras - Gemüsepflanze |
| U  |    |     | Halteobjekt                                                        | Objekt zur Verortung anderer Objekte | |
|    | UA |     | Positionierobjekt                                                  | Halteobjekt zur Fixierung in einer bestimmten Position | |
|    |    | UAA | Isolator                                                           | Positionierobjekt für Leiter | |
|    |    | UAB | Kabelverschraubung                                                 | Positionierobjekt für Kabel | - Kabelzugang - Kabeleingang |
|    |    | UAC | Beleuchtungskörper                                                 | Positionierobjekt für Lichtquellen | - Leuchte |
|    |    | UAD | Treppenwange                                                       | Positionierobjekt für Tritte | - Flansch |
|    |    | UAE | Latte                                                              | Positionierobjekt für Abdeckungen | |
|    |    | UAF | Pflock                                                             | Positionierobjekt für Pflanzen | - Spalier - Gitter |
|    |    | UAG | Gleismessgerät                                                     | Positionierobjekt für Gleisabstände | - Spurmessgerät |
|    |    | UAH | Klemme                                                             | Positionierobjekt für Werkzeug oder Werkstück | - Spannfutter - Anschlag - Backe - Drehfutter |
|    |    | UAJ | Fahrzeugständer                                                    | Positionierobjekt für Fahrzeuge | - Fahrradständer |
|    | UB |     | Trageobjekt                                                        | Halteobjekt zum Tragen | |
|    |    | UBA | Kabelgerüst                                                        | Trageobjekt zwischen zwei diskreten Positionen | - Kabelkanal - Kabelleiter - Kabelpritsche - Kabelführung - Kabelrohr - Gerätestützstruktur - Kabeltrasse                                                                                         |
|    |    | UBB | Bügel                                                              | Trageobjekt an einer diskreten Position mit vertikalem Zug | - Aufhängebügel - Gurt - Seil |
|    |    | UBC | Trittstufe                                                         | Trageobjekt an einer diskreten Position mit Stufen | - Sprosse - Stufe |
|    |    | UBD | Mast                                                               | Trageobjekt an einer diskreten Position mit vertikalem Schub | - Leitungsmast - Stange - Pfosten - Halteklammer - Fernleitungsmast |
|    |    | UBE | Tabelle                                                            | Trageobjekt an einer diskreten Ebene mit Schub | - Laufsteg - Operationstisch - Plattform |
|    |    | UBF | Portal                                                             | Trageobjekt zwischen diskreten Positionen auf einer festgelegten Ebene | |
|    | UC |     | Umschließobjekt                                                    | Halteobjekt zum Umschließen | |
|    |    | UCA | Schaltschrank                                                      | Umschließobjekt für Geräte | - Schrank - elektrische Umhüllung - elektrische Schalttafel - Wartungskammer - Server-Gestell - Schlauchtrommelkasten - Sicherheitsschrank - Sensorgehäuse - Untergestell                         |
|    |    | UCB | Pflanzenerde                                                       | Umschließobjekt für Pflanzenwurzeln | |
|    |    | UCC | Abzugshaube                                                        | Umschließobjekt für Bereichslüftung | - Sicherheitsschrank |
|    | UL |     | Strukturstützobjekt                                                | Halteobjekt zur Bildung einer Strukturstütze | |
|    |    | ULA | Tragschicht                                                        | Strukturstützobjekt in Form einer aggregierten Materialschicht | - Aggregatunterplatte - Basisschicht - Verbindungsschicht |
|    |    | ULB | Konsole                                                            | Strukturstützobjekt in Form einer Schutzvorrichtung, mit der eine darüberliegenden Struktur gestützt wird | - Kragstein |
|    |    | ULC | Pfahl                                                              | Strukturstützobjekt in einer gebogenen oder geraden linearen Form zum Übertragen von Druckkräften auf umgebende Medien | - Gebäudefundament - Brückendeck - Sockel |
|    |    | ULD | Säule                                                              | Strukturstützobjekt in einer gebogenen oder geraden linearen Form zum Übertragen von Druckkräften auf andere Strukturobjekte | - Baluster - Druckelement - Pfeiler - Fundamentsäule - Strebe |
|    |    | ULE | Balken                                                             | Strukturstützobjekt in einer geraden linearen Form, die Biegemomenten standhält | - Schwellbalken |
|    |    | ULF | Zugstrebe                                                          | Strukturstützobjekt in einer geraden linearen Form, die Zugkräften standhält | - Erdanker - Bodenanker - Seil - Zuganker |
|    |    | ULG | Block                                                              | Strukturstützobjekt in Form eines Blocks | - Ziegelstein - Fundamentblock - Maschinenfundament - Stein |
|    |    | ULH | Bogen                                                              | Strukturstützobjekt in einer gebogenen linearen Form, die Biegemomenten standhält | |
|    |    | ULJ | Stützpfeiler                                                       | Strukturstützobjekt mit einer ebenen oder gebogenen Oberfläche, die Druckkräften und Biegemomenten standhält | |
|    |    | ULK | Rohplatte                                                          | Strukturstützobjekt zum Verlegen einer ebenen Oberfläche, die Biegemomenten standhält | - Basismaterial - Brückendeck - Betonplatte - Platte - Bodenplatte - Grundplatte - Lochdeck - Brett                                                                                               |
|    |    | ULL | Haltemauer                                                         | Strukturstützobjekt mit einer stehenden ebenen oder gebogenen Oberfläche, die Biegemomenten standhält | - Stützmauer - Gravitationsmauer - Spundwand |
|    |    | ULM | Wandplatte                                                         | Strukturstützobjekt mit einer ebenen oder gebogenen Abtastebene Form zum Halten von Biegemomenten | - Betonelement - Gegenwand - Fundamentwand - tragende Wand - Wand |
|    |    | ULN | Mantel                                                             | Strukturstützobjekt mit einer ebenen oder gebogenen Oberfläche, die Zugkräften standhält | - Bilgenplatte - Rumpfplatte - Schiffsrumpfplatte - tragende Schale |
|    |    | ULP | Durchgehender Bogen                                                | Strukturstützobjekt mit einer gebogenen Oberflächenform, die Biegemomenten standhält | - Dom - Lamelle - Rohrtunnel - Gewölbe |
|    |    | ULQ | Trageplatte                                                        | Strukturstützobjekt mit einer flachen Oberflächenform, die Lasten in Verbindungen verteilt | - Platte - Druckverteiler - Auflagekeil |
|    |    | ULR | Tragseil                                                           | Strukturstützobjekt mit einer gebogenen linearen Form, die Zugkräften standhält | |
|    | UM |     | Verstärkungsobjekt                                                 | Halteobjekt zur Verstärkung | |
|    |    | UMA | Verstärkte Stange                                                  | Verstärkungsobjekt in Form einer eingelassenen Stange | - Verstärkungsbalken - Felsanker |
|    |    | UMB | Verstärktes Netz                                                   | Verstärkungsobjekt in Form eines eingelassenen Netzes oder Stoffes | - Betonstahlnetz |
|    |    | UMC | Verstärkte Masseschicht                                            | Verstärkungsobjekt in Form einer Masseschicht | - Pflasterverstärkung |
|    |    | UMD | Verstärkte Masse                                                   | Verstärkungsobjekt in Form einer eingelassenen Masse | - Betoneinspritzung - Kalksäule |
|    |    | UME | Sicherheitsschließblech                                            | Verstärkungsobjekt in Form einer Verschlussklappe | |
|    |    | UMF | Spleißung                                                          | Verstärkungsobjekt in Form einer Zwischenfüllung | - Spleißplatte |
|    |    | UMG | Vertikaldrän                                                       | Verstärkungsobjekt zur vertikalen Dränage | |
|    |    | UMH | Betonspritzen                                                      | Verstärkungsobjekt in Form von Betonspritzen | |
|    |    | UMJ | Betonauskleidung                                                   | Verstärkungsobjekt in Form von Betonauskleidung | |
|    |    | UMK | Versteifung                                                        | Verstärkungsobjekt in Form einer Versteifung | - Stützpfeiler - Widerlager - Strebebogen - Rippe |
|    |    | UML | Diagonalverbindung                                                 | Verstärkungsobjekt in Form einer Diagonalverbindung | |
|    |    | UMM | Stabilisierungskabel                                               | Verstärkungsobjekt in Form von Kabeln | |
|    |    | UMN | Horizontalschiene                                                  | Verstärkungsobjekt in Form einer horizontalen Schiene | |
|    |    | UMP | Erddruckwall                                                       | Verstärkungsobjekt, mit dem aufgrund seines Gegengewichts Boden stabilisiert wird | |
|    | UN |     | Umrahmungsobjekt                                                   | Halteobjekt zur Umrahmung anderer Objekte | |
|    |    | UNA | Fester Rahmen                                                      | Umrahmungsobjekt mit festem Rahmen | - Türrahmen - Fensterrahmen |
|    |    | UNB | Türschwelle                                                        | Umrahmungsobjekt mit unterstem Teil der Türfläche | |
|    |    | UNC | Beweglicher Rahmen                                                 | Umrahmungsobjekt mit beweglichem Rahmen | - Fensterscheibenrahmen |
|    |    | UND | Fenstersprossenrahmen                                              | Umrahmungsobjekt zum Separieren eines Rahmens oder einer Tür | - Fenstersprosse |
|    | UP |     | Fugenobjekt                                                        | Halteobjekt mit nicht statischer Montage | |
|    |    | UPA | Lager                                                              | Fugenobjekt mit Lager | - Kugellager - Rollenlager - Gleitlager |
|    |    | UPB | Scharnier                                                          | Fugenobjekt mit mechanischem Gelenk | - elastische Lagerung - Dehnungsfuge - Bewegungsfuge |
|    |    | UPC | Chemische Verbindung                                               | Fugenobjekt mit chemischer Verbindung | - Zement - Strukturverbindung |
|    | UQ |     | Befestigungsobjekt                                                 | Halteobjekt mit statischer Montage | |
|    |    | UQA | Ankerplatte                                                        | Befestigungsobjekt mit steifen und permanenten mechanischen Mitteln | - Befestigungsschelle - Nagel - Niete |
|    |    | UQB | Bolzen                                                             | Befestigungsobjekt mit steifen und reversiblen mechanischen Mitteln | - Befestigungsschelle - Mutter - Schienenbefestigung - Schraube |
|    |    | UQC | Chemische Verbindung                                               | Befestigungsobjekt mit chemischer Verbindung | - Schweißnaht |
|    | UT |     | Ausgleichungsobjekt                                                | Halteobjekt zum Ausgleichen | |
|    |    | UTA | Füllung                                                            | Ausgleichungsobjekt zum Erzeugen einer profilierten Oberfläche durch Hinzufügen von Material | |
|    |    | UTB | Ausgrabung                                                         | Ausgleichungsobjekt zum Erzeugen einer profilierten Oberfläche durch Entfernen von Material | - Unterbau |
|    | UU |     | Vorhandener Boden                                                  | Halteobjekt mit vorhandenem Boden | |
|    |    | UUA | Fels                                                               | Bestehender Boden aus Fels | |
|    |    | UUB | Reiberde                                                           | Bestehender Boden aus Reiberde | |
|    |    | UUC | Bindige Erde                                                       | Bestehender Boden aus bindiger Erde | |
|    |    | UUD | Organische Erde                                                    | Bestehender Boden aus organischer Erde | |
|    |    | UUE | Eingefülltes Material                                              | Bestehender Boden aus eingefülltem Material | |
| W  |    |     | Leitobjekt                                                         | Objekt zum Leiten von einem Ort zu einem anderen | |
|    | WB |     | Hochspannungsenergie-Leitobjekt                                    | Leitobjekt für elektrische Hochspannungsenergie | |
|    |    | WBA | Hochspannungssammelschiene                                         | Hochspannungsenergieleitobjekt mit Sammelschiene | |
|    |    | WBB | Hochspannungskabel                                                 | Hochspannungsenergieleitobjekt mit Kabel | |
|    |    | WBC | Hochspannungsdraht                                                 | Hochspannungsenergieleitobjekt mit Draht | |
|    |    | WBD | Hochspannungsbuchse                                                | Hochspannungsenergieleitobjekt durch ein Gehäuse, eine Wand oder eine Barriere | |
|    | WD |     | Niederspannungsenergie-Leitobjekt                                  | Leitobjekt für elektrische Niederspannungsenergie | |
|    |    | WDA | Niederspannungssammelschiene                                       | Niederspannungsenergieleitobjekt mit Sammelschiene | |
|    |    | WDB | Niederspannungskabel                                               | Niederspannungsenergieleitobjekt mit Kabel | |
|    |    | WDC | Niederspannungsdraht                                               | Niederspannungsenergieleitobjekt mit Draht | |
|    |    | WDD | Niederspannungsdurchführung                                        | Niederspannungsenergieleitobjekt durch ein Gehäuse, eine Wand oder eine Barriere | |
|    | WE |     | Referenzpotential-Leitobjekt                                       | Leitobjekt für ein Referenzpotential | |
|    |    | WEA | Erdungsschiene                                                     | Referenzpotential-Leitobjekt für Erde mit Sammelschiene | |
|    |    | WEB | Erdungskabel                                                       | Referenzpotential-Leitobjekt für Erde mit Kabel | |
|    |    | WEC | Potentialausgleichsschiene                                         | Referenzpotential-Leitobjekt mit Sammelschiene | |
|    |    | WED | Potentialausgleichskabel                                           | Referenzpotential-Leitobjekt mit Kabel | |
|    | WG |     | Elektrisches Signalleitobjekt                                      | Leitobjekt für elektrische Signale | |
|    |    | WGA | Steuerkabel                                                        | Elektrisches Signalleitobjekt zum Steuern und Messen | |
|    |    | WGB | Datenkabel                                                         | Elektrisches Signalleitobjekt zur Datenübertragung | - Datenbus |
|    |    | WGC | Durchführung für elektrische Signale                               | Elektrisches Signalleitobjekt durch ein Gehäuse oder eine Wand | |
|    | WH |     | Lichtleitobjekt                                                    | Leitobjekt für Licht | |
|    |    | WHA | Faseroptisches Kabel                                               | Lichtleitobjekt zur Signalübertragung | |
|    |    | WHB | Optische Lichtfaser                                                | Lichtleitobjekt zur Lichtübertragung | - optischer Lichtleiter - optischer Wellenleiter |
|    |    | WHC | Linse                                                              | Lichtleitobjekt zur definierten Lichtbrechung | |
|    |    | WHD | Spiegel                                                            | Lichtleitobjekt zur definierten Lichtreflexion | - Lichtreflektor |
|    | WJ |     | Schallleitobjekt                                                   | Leitobjekt für Schall | |
|    |    | WJA | Schallreflektor                                                    | Schallleitobjekt zur Reflexion | |
|    | WL |     | Feststoff-Leitobjekt                                               | Leitobjekt von festen Stoffen in offener Umschließung | |
|    |    | WLA | Rollentisch                                                        | Feststoff-Leitobjekt zum Rollen | |
|    |    | WLB | Rinne                                                              | Feststoff-Leitobjekt zum Rutschen | - geneigte Ebene - Rohrkettenförderer |
|    | WM |     | Leitobjekt in offener Umschließung                                 | Leitobjekt für Flüssigkeitsdurchfluss in offener Umschließung | |
|    |    | WMA | Drainageschicht                                                    | Leitobjekt in offener Umschließung in einer Schicht | - Versickerungsschicht - Belüftungsschicht |
|    |    | WMB | Abflussrinne                                                       | Leitobjekt in offener Umschließung für Flüssigkeiten in einem offenen Kanal | - Regenrinne - Regentraufe - Dachrinne |
|    |    | WMC | Flüssigkeitsablassblech                                            | Leitobjekt in offener Umschließung für Flüssigkeiten und mit offener Oberfläche | |
|    |    | WMD | Wassernase                                                         | Leitobjekt in offener Umschließung für Flüssigkeiten zum Schutz | |
|    |    | WME | Tropfrinne                                                         | Leitobjekt in offener Umschließung für Flüssigkeiten und mit Flüssigkeitsablassprofil | |
|    |    | WMF | Ablassrohr                                                         | Leitobjekt in offener Umschließung mit perforierter Röhre | - Versickerungsrohr - Belüftungsrohr |
|    |    | WMG | Versickerungskammer                                                | Leitobjekt in offener Umschließung in einer Kammer | - Belüftungsschacht - Radonschacht |
|    | WP |     | Leitobjekt in geschlossener Umschließung                           | Leitobjekt für Feststofffluss in geschlossener Umschließung | |
|    |    | WPA | Rohr                                                               | Leitobjekt in geschlossener Umschließung in runder, starrer Form | |
|    |    | WPB | Kanal                                                              | Leitobjekt in geschlossener Umschließung in nicht runder, starrer Form | - Schlot |
|    |    | WPC | Schlauch                                                           | Leitobjekt in geschlossener Umschließung in flexibler Form | |
|    | WQ |     | Objekt zum Leiten von mechanischer Energie                         | Leitobjekt für mechanische Energie | |
|    |    | WQA | Antriebsachse                                                      | Objekt zum Leiten von mechanischer Energie mit Rad | - Achse |
|    |    | WQB | Antriebsriemen                                                     | Objekt zum Leiten von mechanischer Energie mit Riemen | - bewegliche Leitung - V-Riemen |
|    |    | WQC | Antriebskette                                                      | Objekt zum Leiten von mechanischer Energie mit Kette | - Kette |
|    |    | WQD | Antriebsgestänge                                                   | Objekt zum Leiten von mechanischer Energie mit Gestänge | |
|    |    | WQE | Rad                                                                | Objekt zum Leiten von mechanischer Energie mit Rad | - Zahnrad - Getrieberad |
|    |    | WQF | Zahnstange                                                         | Objekt zum Leiten von mechanischer Energie mit Zahnstange | |
|    |    | WQG | Hydraulikschlauch                                                  | Objekt zum Leiten von mechanischer Energie mit Flüssigkeitsverbindung | - Hydraulikrohr - Pneumatikschlauch - Pneumatikrohr |
|    | WR |     | Gleisobjekt                                                        | Leitobjekt für gleisgebundene Objekte | |
|    |    | WRA | Schiene                                                            | Gleisobjekt zur Erzeugung eines direkten Pfads | - Gleisbahn |
|    |    | WRB | Gleisübergang                                                      | Gleisobjekt zur Erzeugung einer Kreuzung | |
|    | WV |     | Objekt zum Leiten von Wärmeenergie                                 | Leitobjekt für Wärmeenergie | |
|    |    | WVA | Wärmeleiter                                                        | Objekt zum Leiten von Wärmeenergie mit fester Masse | - Wärmesenke |
|    |    | WVB | Wärmepaste                                                         | Objekt zum Leiten von Wärmeenergie mit statischer flüssiger Masse | |
|    | WZ |     | Mehrfachfluss-Leitobjekt                                           | Leitobjekt mit mehreren Flussarten | |
|    |    | WZA | Versorgungsleitungskabel                                           | Mehrfachfluss-Leitobjekt für elektrische Energie, mechanische Energie, elektrische Signale, optische Signale und/oder Flüssigkeiten | |
| X  |    |     | Schnittstellenobjekt                                               | Objekt zur Bereitstellung einer Schnittstelle zu einem anderen Objekt | |
|    | XB |     | Hochspannungs-Verbindungsobjekt                                    | Schnittstellenobjekt für Hochspannungsstrom | |
|    |    | XBA | Hochspannungsanschlusspunkt                                        | Hochspannungs-Verbindungsobjekt für eine einzelne Verbindung | - Klemme - Kabelkopf - Hochspannungskabelverbindung - Anschlussverteiler |
|    |    | XBB | Hochspannungsdose                                                  | Hochspannungs-Verbindungsobjekt für Steckverbindungen | - Hochspannungsstecker |
|    |    | XBC | Hochspannungsklemmkasten                                           | Hochspannungs-Verbindungsobjekt für mehrere feste Verbindungen | |
|    | XD |     | Niederspannungs-Verbindungsobjekt                                  | Schnittstellenobjekt für Niederspannungsstrom | |
|    |    | XDA | Elektrische Anschlussklemme                                        | Niederspannungs-Verbindungsobjekt für eine einzelne Verbindung | - Niederspannungskabelverbindung - Niederspannungsanschlusspunkt |
|    |    | XDB | Niederspannungssteckdose                                           | Niederspannungs-Verbindungsobjekt für Steckverbindungen | - Niederspannungsstecker - Stecker - Dose |
|    |    | XDC | Anschlusskasten                                                    | Niederspannungs-Verbindungsobjekt für mehrere feste Verbindungen | |
|    |    | XDD | Anschlussklemme                                                    | Niederspannungs-Verbindungsobjekt zur festen Verbindung eines flexiblen Kabels für elektrische Geräte | |
|    |    | XDE | Stromverteiler                                                     | Niederspannungs-Verbindungsobjekt für mehrere steckbare elektrische Geräte | |
|    | XE |     | Potentialverbindungsobjekt                                         | Schnittstellenobjekt für Erdoder Bezugspotential | |
|    |    | XEA | PE-Klemme                                                          | Potentialverbindungsobjekt zum Anschluss an PE-Leiter | - Schutzleiteranschluss - Schutzerdungsleiteranschluss |
|    |    | XEB | PB-Klemme                                                          | Potentialverbindungsobjekt zum Anschluss an PB-Leiter | - Schutzverbindungsklemme |
|    |    | XEC | FE-Klemme                                                          | Potentialverbindungsobjekt zum Anschluss an FE-Leiter | - Funktionserdungsklemme |
|    |    | XED | FB-Klemme                                                          | Potentialverbindungsobjekt zum Anschluss an FB-Leiter | - Funktionspotentialklemme |
|    |    | XEE | Masseelektrode                                                     | Potentialverbindungsobjekt zur Erzeugung einer elektrischen Masseverbindung | |
|    |    | XEF | Kollektor                                                          | Potentialverbindungsobjekt zum Verbinden von Blitzschlag mit einem elektrischen Stromkreis | |
|    | XG |     | Elektrisches Signalverbindungsobjekt                               | Schnittstellenobjekt für elektrische Signale | |
|    |    | XGA | Signaldose                                                         | Elektrisches Signalverbindungsobjekt für einzelne Steckverbindungen | |
|    |    | XGB | Klemme                                                             | Elektrisches Signalverbindungsobjekt für eine einzelne Verbindung | |
|    |    | XGC | Verbindungstafel                                                   | Elektrisches Signalverbindungsobjekt innerhalb von mehreren Leitungen | |
|    | XH |     | Lichtverbindungsobjekt                                             | Schnittstellenobjekt für optische Fasern | |
|    |    | XHA | Feste Lichtfasersteckdose                                          | Lichtverbindungsobjekt für Steckverbindungen | - optischer Stecker - optische Steckdose |
|    | XK |     | Sammelschnittstellenobjekt                                         | Schnittstellenobjekt zum Ansammeln und Weiterleiten in einen Durchfluss | |
|    |    | XKA | Waschbecken                                                        | Sammelschnittstellenobjekt für Abwasser | - Bidet |
|    |    | XKB | Toilette                                                           | Sammelschnittstellenobjekt für Fäkalien und Urin | - WC |
|    |    | XKC | Urinal                                                             | Sammelschnittstellenobjekt für ausschließlich Urin | |
|    |    | XKD | Tropfbecher                                                        | Sammelschnittstellenobjekt für überschüssige Flüssigkeit aus technischen Systemen | |
|    |    | XKE | Bodenablauf                                                        | Sammelschnittstellenobjekt für überschüssiges Wasser | |
|    | XM |     | Versiegeltes Durchflussverbindungsobjekt                           | Schnittstellenobjekt für Materialfluss in versiegeltem Objekt | |
|    |    | XMA | Rohrflansch                                                        | Versiegeltes Durchflussverbindungsobjekt in reversibler Form | - Kammer - Löschschlauchkupplung - Schlauchkupplung - Schlauchflansch - Schlauchanschlussstück - Rohrflansch                                                                                      |
|    |    | XMB | Rohranschlussstück                                                 | Versiegeltes Durchflussverbindungsobjekt in irreversibler Form | - Klebeverbindung - Schlauchanschlussstück - Druckverbindung - Lötanschlussstück |
|    | XN |     | Fest angeschlossener Koppler                                       | Schnittstellenobjekt für kontinuierliche Übertragung von mechanischer Kraft | |
|    |    | XNA | Flanschverbindung                                                  | Fest angeschlossener Koppler von Schäften mit zwei Flanschen | |
|    |    | XNB | Geteilte Muffenkupplung                                            | Fest angeschlossener Koppler von Schäften mit geteilter Hülse | - Schalenkupplung - Hülsenkupplung |
|    |    | XNC | Hirth-Koppler                                                      | Fest angeschlossener Koppler zwischen parallelen Schäften mit Zähnen und Nuten, die ineinandergreifen | - Hirth-Kupplung - Hirth-Gelenk |
|    |    | XND | Kardangelenk                                                       | Fest angeschlossener Koppler zum Übertragen von Leistung von falsch ausgerichteten Schäften | - flexible Kupplung - Hardy-Spicer-Gelenk - Hooke-Gelenk - U-Gelenk - Universalkupplung |
|    |    | XNE | Puffer-und-Ketten-Kupplung                                         | Fest angeschlossener Koppler zum Befestigen und Verbinden von zwei beweglichen Objekten | |
|    |    | XNF | Linien-und-Bolzenkupplung                                          | Fest angeschlossener Koppler zum Fixieren von zwei beweglichen Objekten | |
|    | XP |     | Nicht fest angeschlossener Koppler                                 | Schnittstellenobjekt für ununterbrochene Übertragung von mechanischer Kraft | |
|    |    | XPA | Reibungskupplung                                                   | Nicht fest angeschlossener Koppler zur Leistungsübertragung durch Reibungskräfte | - Fliehkraftkupplung - hydraulische Kupplung |
|    |    | XPB | Flüssigkeitskupplung                                               | Nicht fest angeschlossener Koppler zur Leistungsübertragung durch Hydrodynamikeffekt | |
|    |    | XPC | Freilaufkupplung                                                   | Nicht fest angeschlossener Koppler zur Leistungsübertragung durch Verriegelungsmittel | - Freilaufschaltung |
|    |    | XPD | Magnethub                                                          | Nicht fest angeschlossener Koppler für Lasten unter Verwendung von Magnetkraft | - Magnetkopf-Hubvorrichtung |
|    | XS |     | Ebenenverbindungsobjekt                                            | Schnittstellenobjekt zur Verbindung mehrerer Ebenen | |
|    |    | XSA | Treppenabsatz                                                      | Ebenenverbindungsobjekt in Form einer horizontalen Ebene, die mit einem Treppenlauf verbunden ist | - Laufsteg |
|    |    | XSB | Treppenlauf                                                        | Ebenenverbindungsobjekt in Form von aufeinanderfolgenden Stufen | |
|    |    | XSC | Leiter                                                             | Ebenenverbindungsobjekt in Form von aufeinanderfolgenden Sprossen oder Balken | |
|    |    | XSD | Rampe                                                              | Ebenenverbindungsobjekt in Form einer geneigten Ebene | |
|    |    | XSE | Feuerwehr-Rutschstange                                             | Ebenenverbindungsobjekt in Form einer vertikalen Stange | |
|    | XT |     | Raumverbindungsobjekt                                              | Schnittstellenobjekt zum Verbinden von Räumen | |
|    |    | XTA | Loch                                                               | Raumverbindungsobjekt in Form einer Vertiefung | - Öffnung |
|    |    | XTB | Schalung                                                           | Raumverbindungsobjekt in Form eines Hohlraums | - Hohlraum |
|    | XZ |     | Mehrfachfluss-Verbindungsobjekt                                    | Schnittstellenobjekt mit mehreren Flussarten | |

## Anwendung der Norm
Die Norm wird bisher nur schleppend umgesetzt, obwohl sie gegenüber der Vorgängernorm IEC 750 deutliche Vorteile bietet. Einer der Gründe hierfür ist, dass die bisherige feste Zuordnung der Kennbuchstaben zu Gerätearten (F für Sicherung, K für Schütz, Q für Leistungsschalter usw.) verändert wurde und somit gleiche Geräte entsprechend ihrer Funktion unterschiedliche Kennbuchstaben erhalten könnten (F für Sicherungsautomat als Leitungsschutz, Q für Sicherungsautomat als Leistungsschalter).
Die Referenzkennzeichnung aus der Tabelle der Hauptklassen (A1), Unterklassen (A2) und Unter-Unterklassen (A3) werden in der Referenzkennzeichnungsliste (RKL) klassifiziert.
Bei CAx-Systemen hat das zur Folge, dass die Kennbuchstaben für Symbole nicht mehr fest zugeordnet werden können.
Die Norm ist Grundnorm für weitere Normen, die auf den Prinzipien der Norm aufbauen und diese für spezielle Anwendungsfälle konkretisieren:
- in der ISO/TS 16952-1 (Technische Produktdokumentation - Referenzkennzeichnungssystem - Allgemeine Anwendungsregeln) werden Regeln zur Kennzeichnung von technischen Objekten, Anschlüssen, Signalen und deren Dokumente festgelegt.
- im RDS-PP (Reference Designation System for Power Plants) werden Vorschläge für eine EN 81346 ähnliche Kennzeichnung, unter Beibehaltung von KKS-Schlüsseln, für Kraftwerksanlagen definiert.
- im VDMA-Einheitsblatt 34191 „Kennbuchstaben für Unterklassen von Objekten zur Anwendung für die Referenzkennzeichnung an Werkzeugmaschinen“ werden typischen Bauteile einer Werkzeugmaschine einheitlich nach der EN 81346 gekennzeichnet.
- in der Anlagekennzeichnungsvorschrift für die Nationalstraßen der Schweiz (AKS-CH). Seit 2009 hat das ASTRA den Produktaspekt der Kennzeichnung dieser Anlagen definiert und den Ortsaspekt von EN 81346-2009 abgeleitet. Weiter setzt sie für die Nationalstraßen auf das räumliche Basis-Bezugssystem (RBBS).